# Keizer Karel V
Keizer Karel V, vóór zijn mondigverklaring Karel van Luxemburg genoemd (Gent, 24 februari 1500 – Cuacos de Yuste, Spanje, 21 september 1558), was een telg uit het huis Habsburg. Vanaf 1506 tot 1555 was hij de landsheer van uiteindelijk (sinds 1543) alle Nederlandse gewesten, van 1516 tot 1556 als Karel I koning van Spanje en van 1519 tot 1556 als Karel V Rooms-Duits keizer. In Vlaanderen staat hij algemeen bekend als keizer Karel, in Nederland als Karel V.
De landen waarover hij regeerde, het Spaanse Rijk, vormden tezamen het grootste Europese rijk sinds dat van Karel de Grote. Feitelijk was zijn gehele rijk, dus inclusief de Amerikaanse en Aziatische gebieden, zelfs groter dan het vroegere Romeinse Rijk en het kan met recht een van de eerste wereldrijken van de nieuwe tijd genoemd worden. Met de feitelijke macht van zijn erflanden was Karel V bovendien de laatste Rooms-Duitse keizer die in de gelegenheid was om zijn universele autoriteit ook daadwerkelijk te laten gelden. Op Europees niveau wist hij met succes de aanvallen van het Ottomaanse Rijk af te slaan. De vrijwel permanente strijd met Frankrijk bleef per saldo onbeslist. Als zijn grootste nederlaag ervoer hij het feit dat hij de christelijke eenheid van Europa niet had weten te behoeden voor de scheuring die de Reformatie teweegbracht. Op nationaal niveau heeft Karel V voor zijn erflanden Spanje en de Nederlanden de basis gelegd voor een moderne eenheidsstaat. De heerschappij van keizer Karel V vormt met deze en vele andere aspecten de overgang van de middeleeuwen naar de nieuwe tijd.

## Familie en opvoeding
Karel was de oudste zoon van Filips de Schone en Johanna van Castilië, die de geschiedenis zou ingaan als Johanna de Waanzinnige. Hij werd geboren op 24 februari 1500 in het Prinsenhof te Gent. Op 9 maart werd hij gedoopt in de Sint-Janskerk, de huidige Sint-Baafskathedraal. Hij kreeg twee meters: Margaretha van York de weduwe van zijn overgrootvader Karel de Stoute, wiens naam hij kreeg en zijn tante Margaretha van Oostenrijk, die een grote rol in zijn leven zou spelen. Zijn peters waren Karel I van Croÿ, prins van Chimay en Jan III van Glymes, beiden ridder van het Gulden Vlies. Hij voerde toen reeds de titels van aartshertog van Oostenrijk en hertog van Luxemburg. Samen met zijn eveneens in de Nederlanden geboren oudere zuster Eleonora (1498) en zijn twee jongere zusters Isabella (1501) en Maria (1505), zou hij te Mechelen worden grootgebracht aan het Hof van zijn tante Margaretha van Oostenrijk, toen landvoogdes van de Nederlanden.
Tijdens de reizen van Karels ouders naar Spanje werden aldaar nog zijn jongere broer Ferdinand (1503) en zijn jongste zuster Catharina (1507) geboren. Deze beide kinderen werden in Spanje opgevoed en Karel zou hen dan ook pas op zijn eerste reis naar dat land in 1517 voor het eerst ontmoeten. Bij die gelegenheid zag hij ook voor het eerst sinds 1505 zijn inmiddels gekverklaarde moeder terug. Zijn moeder had de dood van zijn vader Filips de Schone in 1506 niet kunnen verwerken. Zij bleef tot haar dood in 1555 opgesloten op het kasteel van Tordesillas, waar Karel haar nog enkele malen zou bezoeken.
Aan het hof van zijn tante Margaretha werd Karel vanaf 1507 in de praktijk opgevoed door Willem II van Croÿ, heer van Chièvres en Adriaan van Utrecht, de latere paus Adrianus VI. Naast de klassieke ridderlijke vaardigheden, zoals het zwaardvechten en de jacht, probeerden zij hem ook de nieuwe humanistische idealen bij te brengen, maar daarvoor interesseerde de jonge Karel zich een stuk minder. Grootkanselier Jean le Sauvage bracht hem de beginselen van politiek en bestuur bij.
Aan het Bourgondische hof was Frans de voertaal. Frans en Diets (Nederlands) waren de eerste talen die hij leerde tijdens zijn jeugd in Gent en Mechelen. Tijdens zijn eerste reis naar Spanje leerde hij Spaans en later Italiaans. Naar het einde van zijn leven kon hij zich ook in het Latijn uitdrukken. Zijn polyglottisme werd alom opgemerkt en gewaardeerd. Er circuleerde een grap over, die voor het eerst is opgetekend in 1601 en die Karel liet zeggen dat hij Spaans sprak tegen God, Italiaans tegen vrienden, Frans om te verleiden en Duits (Nederduits) om te dreigen (in latere versies: tegen zijn paard).
Karel V had net als sommige familieleden last van een erfelijke afwijking aan het kaakgewricht, die bekend kwam te staan als de Habsburgse kin. Zijn kin stond ver vooruit, al liet de ene portretschilder dat duidelijker naar voren komen dan de andere. Door deze kin en het labiele gebit kon hij slecht kauwen, wat leidde tot indigestieproblemen. Ook zorgde zijn kin voor spraakproblemen. Verder schijnt Karel een voorkeur voor excessief veel vlees en koud bier te hebben gehad. Dit zal mede hebben bijgedragen aan de jicht, waar Karel steeds meer onder gebukt ging naarmate hij ouder werd. Volgens het Bourgondische hofprotocol at hij meestal alleen.

### Kwartierstaat (voorouders)
| Keizer Frederik III (1415-1493) | Keizer Frederik III (1415-1493) | Keizer Frederik III (1415-1493) | Keizer Frederik III (1415-1493) | Keizer Frederik III (1415-1493)     | Keizer Frederik III (1415-1493)     | Eleonora Helena van Portugal (1434-1467) | Eleonora Helena van Portugal (1434-1467) | Eleonora Helena van Portugal (1434-1467) | Eleonora Helena van Portugal (1434-1467) | Eleonora Helena van Portugal (1434-1467) | Eleonora Helena van Portugal (1434-1467) |                              |                              | Karel de Stoute (1433-1477)  | Karel de Stoute (1433-1477)  | Karel de Stoute (1433-1477)      | Karel de Stoute (1433-1477)      | Karel de Stoute (1433-1477)      | Karel de Stoute (1433-1477)      | Isabella van Bourbon (1436-1465)  | Isabella van Bourbon (1436-1465)  | Isabella van Bourbon (1436-1465)  | Isabella van Bourbon (1436-1465)  | Isabella van Bourbon (1436-1465)  | Isabella van Bourbon (1436-1465)  |  |  | Johan II van Aragón (1398-1479) | Johan II van Aragón (1398-1479) | Johan II van Aragón (1398-1479) | Johan II van Aragón (1398-1479) | Johan II van Aragón (1398-1479)     | Johan II van Aragón (1398-1479)     | Johanna Enríquez (1425-1468)        | Johanna Enríquez (1425-1468)        | Johanna Enríquez (1425-1468)        | Johanna Enríquez (1425-1468)        | Johanna Enríquez (1425-1468)     | Johanna Enríquez (1425-1468)     |                                  |                                  | Johan II van Castilië (1405-1454) | Johan II van Castilië (1405-1454) | Johan II van Castilië (1405-1454)   | Johan II van Castilië (1405-1454)   | Johan II van Castilië (1405-1454)   | Johan II van Castilië (1405-1454)   | Isabella van Portugal (1428-1496)   | Isabella van Portugal (1428-1496)   | Isabella van Portugal (1428-1496) | Isabella van Portugal (1428-1496) | Isabella van Portugal (1428-1496) | Isabella van Portugal (1428-1496) |  |  |  |  |  |  |  |  |  |  |  |  |  |  |  |  |  |  |  |  |  |  |  |  |  |  |  |  |  |  |  |  |  |  |  |  |  |  |  |  |  |  |  |  |  |  |  |  |
| Keizer Frederik III (1415-1493) | Keizer Frederik III (1415-1493) | Keizer Frederik III (1415-1493) | Keizer Frederik III (1415-1493) | Keizer Frederik III (1415-1493)     | Keizer Frederik III (1415-1493)     | Eleonora Helena van Portugal (1434-1467) | Eleonora Helena van Portugal (1434-1467) | Eleonora Helena van Portugal (1434-1467) | Eleonora Helena van Portugal (1434-1467) | Eleonora Helena van Portugal (1434-1467) | Eleonora Helena van Portugal (1434-1467) |                              |                              | Karel de Stoute (1433-1477)  | Karel de Stoute (1433-1477)  | Karel de Stoute (1433-1477)      | Karel de Stoute (1433-1477)      | Karel de Stoute (1433-1477)      | Karel de Stoute (1433-1477)      | Isabella van Bourbon (1436-1465)  | Isabella van Bourbon (1436-1465)  | Isabella van Bourbon (1436-1465)  | Isabella van Bourbon (1436-1465)  | Isabella van Bourbon (1436-1465)  | Isabella van Bourbon (1436-1465)  |  |  | Johan II van Aragón (1398-1479) | Johan II van Aragón (1398-1479) | Johan II van Aragón (1398-1479) | Johan II van Aragón (1398-1479) | Johan II van Aragón (1398-1479)     | Johan II van Aragón (1398-1479)     | Johanna Enríquez (1425-1468)        | Johanna Enríquez (1425-1468)        | Johanna Enríquez (1425-1468)        | Johanna Enríquez (1425-1468)        | Johanna Enríquez (1425-1468)     | Johanna Enríquez (1425-1468)     |                                  |                                  | Johan II van Castilië (1405-1454) | Johan II van Castilië (1405-1454) | Johan II van Castilië (1405-1454)   | Johan II van Castilië (1405-1454)   | Johan II van Castilië (1405-1454)   | Johan II van Castilië (1405-1454)   | Isabella van Portugal (1428-1496)   | Isabella van Portugal (1428-1496)   | Isabella van Portugal (1428-1496) | Isabella van Portugal (1428-1496) | Isabella van Portugal (1428-1496) | Isabella van Portugal (1428-1496) |  |  |  |  |  |  |  |  |  |  |  |  |  |  |  |  |  |  |  |  |  |  |  |  |  |  |  |  |  |  |  |  |  |  |  |  |  |  |  |  |  |  |  |  |  |  |  |  |
|                                 |                                 |                                 |                                 |                                     |                                     |                                          |                                          |                                          |                                          |                                          |                                          |                              |                              |                              |                              |                                  |                                  |                                  |                                  |                                   |                                   |                                   |                                   |                                   |                                   |  |  |                                 |                                 |                                 |                                 |                                     |                                     |                                     |                                     |                                     |                                     |                                  |                                  |                                  |                                  |                                   |                                   |                                     |                                     |                                     |                                     |                                     |                                     |                                   |                                   |                                   |                                   |  |  |  |  |  |  |  |  |  |  |  |  |  |  |  |  |  |  |  |  |  |  |  |  |  |  |  |  |  |  |  |  |  |  |  |  |  |  |  |  |  |  |  |  |  |  |  |  |
|                                 |                                 |                                 |                                 | Keizer Maximiliaan I (1459-1519)    | Keizer Maximiliaan I (1459-1519)    | Keizer Maximiliaan I (1459-1519)         | Keizer Maximiliaan I (1459-1519)         | Keizer Maximiliaan I (1459-1519)         | Keizer Maximiliaan I (1459-1519)         |                                          |                                          |                              |                              |                              |                              | Maria van Bourgondië (1457-1482) | Maria van Bourgondië (1457-1482) | Maria van Bourgondië (1457-1482) | Maria van Bourgondië (1457-1482) | Maria van Bourgondië (1457-1482)  | Maria van Bourgondië (1457-1482)  |                                   |                                   |                                   |                                   |  |  |                                 |                                 |                                 |                                 | Ferdinand II van Aragon (1452-1516) | Ferdinand II van Aragon (1452-1516) | Ferdinand II van Aragon (1452-1516) | Ferdinand II van Aragon (1452-1516) | Ferdinand II van Aragon (1452-1516) | Ferdinand II van Aragon (1452-1516) |                                  |                                  |                                  |                                  |                                   |                                   | Isabella I van Castilië (1451-1504) | Isabella I van Castilië (1451-1504) | Isabella I van Castilië (1451-1504) | Isabella I van Castilië (1451-1504) | Isabella I van Castilië (1451-1504) | Isabella I van Castilië (1451-1504) |                                   |                                   |                                   |                                   |  |  |  |  |  |  |  |  |  |  |  |  |  |  |  |  |  |  |  |  |  |  |  |  |  |  |  |  |  |  |  |  |  |  |  |  |  |  |  |  |  |  |  |  |  |  |  |  |
|                                 |                                 |                                 |                                 | Keizer Maximiliaan I (1459-1519)    | Keizer Maximiliaan I (1459-1519)    | Keizer Maximiliaan I (1459-1519)         | Keizer Maximiliaan I (1459-1519)         | Keizer Maximiliaan I (1459-1519)         | Keizer Maximiliaan I (1459-1519)         |                                          |                                          |                              |                              |                              |                              | Maria van Bourgondië (1457-1482) | Maria van Bourgondië (1457-1482) | Maria van Bourgondië (1457-1482) | Maria van Bourgondië (1457-1482) | Maria van Bourgondië (1457-1482)  | Maria van Bourgondië (1457-1482)  |                                   |                                   |                                   |                                   |  |  |                                 |                                 |                                 |                                 | Ferdinand II van Aragon (1452-1516) | Ferdinand II van Aragon (1452-1516) | Ferdinand II van Aragon (1452-1516) | Ferdinand II van Aragon (1452-1516) | Ferdinand II van Aragon (1452-1516) | Ferdinand II van Aragon (1452-1516) |                                  |                                  |                                  |                                  |                                   |                                   | Isabella I van Castilië (1451-1504) | Isabella I van Castilië (1451-1504) | Isabella I van Castilië (1451-1504) | Isabella I van Castilië (1451-1504) | Isabella I van Castilië (1451-1504) | Isabella I van Castilië (1451-1504) |                                   |                                   |                                   |                                   |  |  |  |  |  |  |  |  |  |  |  |  |  |  |  |  |  |  |  |  |  |  |  |  |  |  |  |  |  |  |  |  |  |  |  |  |  |  |  |  |  |  |  |  |  |  |  |  |
|                                 |                                 |                                 |                                 |                                     |                                     |                                          |                                          |                                          |                                          | Filips de Schone (1478-1506)             | Filips de Schone (1478-1506)             | Filips de Schone (1478-1506) | Filips de Schone (1478-1506) | Filips de Schone (1478-1506) | Filips de Schone (1478-1506) |                                  |                                  |                                  |                                  |                                   |                                   |                                   |                                   |                                   |                                   |  |  |                                 |                                 |                                 |                                 |                                     |                                     |                                     |                                     |                                     |                                     | Johanna van Castilië (1479-1555) | Johanna van Castilië (1479-1555) | Johanna van Castilië (1479-1555) | Johanna van Castilië (1479-1555) | Johanna van Castilië (1479-1555)  | Johanna van Castilië (1479-1555)  |                                     |                                     |                                     |                                     |                                     |                                     |                                   |                                   |                                   |                                   |  |  |  |  |  |  |  |  |  |  |  |  |  |  |  |  |  |  |  |  |  |  |  |  |  |  |  |  |  |  |  |  |  |  |  |  |  |  |  |  |  |  |  |  |  |  |  |  |
|                                 |                                 |                                 |                                 |                                     |                                     |                                          |                                          |                                          |                                          | Filips de Schone (1478-1506)             | Filips de Schone (1478-1506)             | Filips de Schone (1478-1506) | Filips de Schone (1478-1506) | Filips de Schone (1478-1506) | Filips de Schone (1478-1506) |                                  |                                  |                                  |                                  |                                   |                                   |                                   |                                   |                                   |                                   |  |  |                                 |                                 |                                 |                                 |                                     |                                     |                                     |                                     |                                     |                                     | Johanna van Castilië (1479-1555) | Johanna van Castilië (1479-1555) | Johanna van Castilië (1479-1555) | Johanna van Castilië (1479-1555) | Johanna van Castilië (1479-1555)  | Johanna van Castilië (1479-1555)  |                                     |                                     |                                     |                                     |                                     |                                     |                                   |                                   |                                   |                                   |  |  |  |  |  |  |  |  |  |  |  |  |  |  |  |  |  |  |  |  |  |  |  |  |  |  |  |  |  |  |  |  |  |  |  |  |  |  |  |  |  |  |  |  |  |  |  |  |
|                                 |                                 |                                 |                                 |                                     |                                     |                                          |                                          |                                          |                                          |                                          |                                          |                              |                              |                              |                              |                                  |                                  |                                  |                                  |                                   |                                   |                                   |                                   |                                   |                                   |  |  |                                 |                                 |                                 |                                 |                                     |                                     |                                     |                                     |                                     |                                     |                                  |                                  |                                  |                                  |                                   |                                   |                                     |                                     |                                     |                                     |                                     |                                     |                                   |                                   |                                   |                                   |  |  |  |  |  |  |  |  |  |  |  |  |  |  |  |  |  |  |  |  |  |  |  |  |  |  |  |  |  |  |  |  |  |  |  |  |  |  |  |  |  |  |  |  |  |  |  |  |
|                                 |                                 |                                 |                                 |                                     |                                     |                                          |                                          |                                          |                                          |                                          |                                          |                              |                              |                              |                              |                                  |                                  |                                  |                                  |                                   |                                   |                                   |                                   |                                   |                                   |  |  |                                 |                                 |                                 |                                 |                                     |                                     |                                     |                                     |                                     |                                     |                                  |                                  |                                  |                                  |                                   |                                   |                                     |                                     |                                     |                                     |                                     |                                     |                                   |                                   |                                   |                                   |  |  |  |  |  |  |  |  |  |  |  |  |  |  |  |  |  |  |  |  |  |  |  |  |  |  |  |  |  |  |  |  |  |  |  |  |  |  |  |  |  |  |  |  |  |  |  |  |
|                                 |                                 |                                 |                                 | Eleonora van Oostenrijk (1498-1558) | Eleonora van Oostenrijk (1498-1558) | Eleonora van Oostenrijk (1498-1558)      | Eleonora van Oostenrijk (1498-1558)      | Eleonora van Oostenrijk (1498-1558)      | Eleonora van Oostenrijk (1498-1558)      |                                          |                                          | Keizer Karel V (1500-1558)   | Keizer Karel V (1500-1558)   | Keizer Karel V (1500-1558)   | Keizer Karel V (1500-1558)   | Keizer Karel V (1500-1558)       | Keizer Karel V (1500-1558)       |                                  |                                  | Isabella van Habsburg (1501-1526) | Isabella van Habsburg (1501-1526) | Isabella van Habsburg (1501-1526) | Isabella van Habsburg (1501-1526) | Isabella van Habsburg (1501-1526) | Isabella van Habsburg (1501-1526) |  |  | Keizer Ferdinand I (1503-1564)  | Keizer Ferdinand I (1503-1564)  | Keizer Ferdinand I (1503-1564)  | Keizer Ferdinand I (1503-1564)  | Keizer Ferdinand I (1503-1564)      | Keizer Ferdinand I (1503-1564)      |                                     |                                     | Maria van Hongarije (1505-1558)     | Maria van Hongarije (1505-1558)     | Maria van Hongarije (1505-1558)  | Maria van Hongarije (1505-1558)  | Maria van Hongarije (1505-1558)  | Maria van Hongarije (1505-1558)  |                                   |                                   | Catharina van Habsburg (1507-1578)  | Catharina van Habsburg (1507-1578)  | Catharina van Habsburg (1507-1578)  | Catharina van Habsburg (1507-1578)  | Catharina van Habsburg (1507-1578)  | Catharina van Habsburg (1507-1578)  |                                   |                                   |                                   |                                   |  |  |  |  |  |  |  |  |  |  |  |  |  |  |  |  |  |  |  |  |  |  |  |  |  |  |  |  |  |  |  |  |  |  |  |  |  |  |  |  |  |  |  |  |  |  |  |  |

## Verlovingen, huwelijk en kinderen

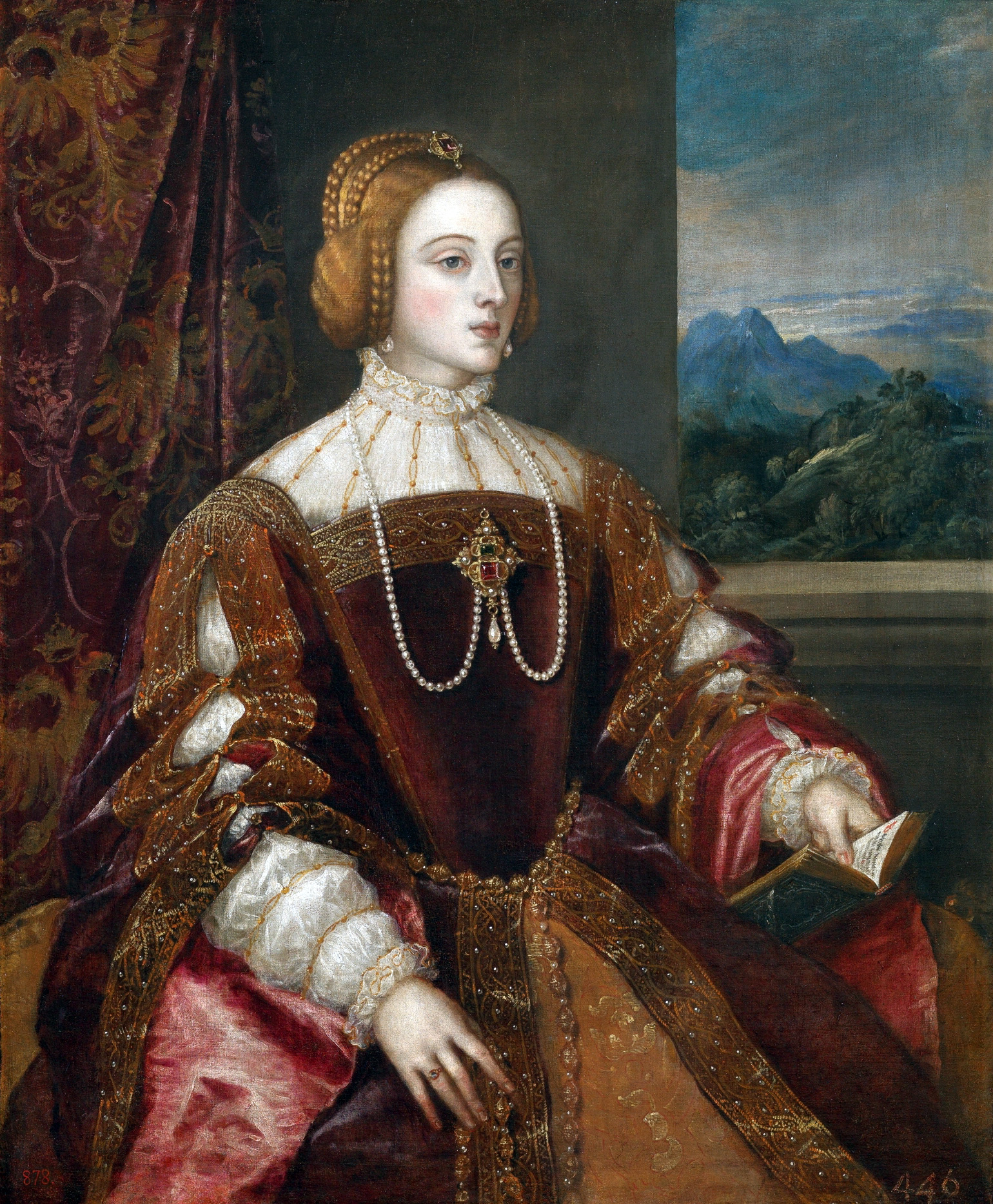
Isabella van Portugal
(1548), Titiaan, Prado

Op aandringen van Willem II van Croÿ, de Fransgezinde raadgever van Karel, werden in 1520 akkoorden met de Franse koning Frans I gesloten, waarin ook in een huwelijksafspraak was voorzien. Karel was al eens verloofd geweest met Claude, de oudste dochter van de Franse koning Lodewijk XII, maar Frans I was intussen zelf met haar gehuwd. De volgende kandidaat was Renate van Frankrijk, de jongste dochter van Lodewijk XII en weer later in 1516 was Louise, Frans' eerste kind, de uitverkorene; zij overleed echter al in 1517.
Karel V trouwde op 10 maart 1526 in Sevilla met de toen 23-jarige Isabella van Portugal. Dit huwelijk was in principe bedoeld om nauwere banden met Spanjes buurland Portugal aan te gaan. Isabella was een nicht van Karel, zodat pauselijke dispensatie voor dit huwelijk nodig was. De huwelijksreis vond naar Zuid-Spanje plaats en duurde bijna een jaar. Gedurende de reis gaf Karel V opdracht tot de bouw van een paleis in Granada. Het werd een gelukkig huwelijk, ook al was het om politieke redenen gesloten en zag het echtpaar elkaar soms jarenlang niet. Ze kregen vijf kinderen:
- Filips II (21 mei 1527 – 13 september 1598), getrouwd met, achtereenvolgens, Maria van Portugal (1527–1545), Maria I van Engeland (1516–1558), Elisabeth van Valois (1545–1568) en Anna van Oostenrijk (1549–1580)
- Maria (21 juni 1528 – 26 februari 1603), trouwde met Maximiliaan (haar neef)
- Ferdinand (1530–1530)
- Johanna (24 juni 1535 – 7 september 1573), getrouwd met Johan van Portugal (1537–1554)
- Johan (1539–1539)

Karel V had daarnaast veel minnaressen, waarvan er twee bekend zijn omdat ze het leven schonken aan twee van zijn bastaardkinderen die later landvoogd werden. Het betrof:
- Johanna van der Gheynst die het leven schonk aan Margaretha van Parma (eind juli 1522 – 18 januari 1586) en
- Barbara Blomberg, de poortersdochter uit Regensburg, die het leven schonk aan Don Juan (24 februari 1547 – 1 oktober 1578).

## De erflanden

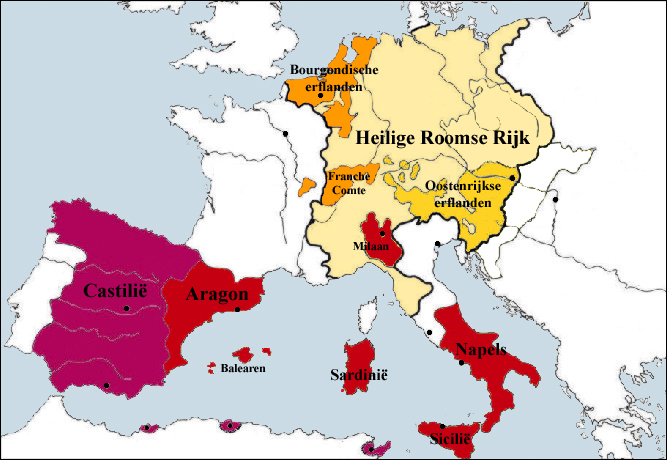
Het Heilige Roomse Rijk en de erflanden van Karel V tegen het eind van zijn regeerperiode.

De kern van het latere wereldrijk van Karel V werd gevormd door de erflanden. Dat waren de gebieden die hij van zijn voorouders erfde. Evenals het gehele rijk, waren deze erflanden geen eenheid en betroffen een personele unie van tientallen afzonderlijke gebieden van grote koninkrijken, hertogdommen, graafschappen en kleine heerlijkheden. De kaart hiernaast geeft de situatie weer op het toppunt van de heerschappij van Karel V. Op de kaart zijn de overzeese gebieden overigens niet weergegeven. De aanhoudende oorlogsvoering van Karel V betrof over het algemeen de verdediging van zijn rijk tegen buitenlandse invallen. Het grondgebied van de Nederlanden heeft hij aanzienlijk kunnen vergroten.
Op zeker moment regeerde Karel V over ongeveer 40% van de toenmalige Europese bevolking. Het betrof 28 miljoen mensen, waarvan 3 miljoen in de Nederlanden en 5,5 miljoen in Spanje. Het inwoneraantal van de Spaanse gebieden in Midden-Amerika daalde tijdens Karels regeerperiode naar schatting van 7,5 miljoen naar 3,6 miljoen.
Vanaf ca. 1550 werd de stroom goud die vanuit Mexico via de Atlantische Oceaan werd aangevoerd, een belangrijke hulpbron voor het beleid van Karel V, waardoor hij oorlogen in Europa kon betalen.

### De Bourgondische erflanden
Toen zijn vader Filips de Schone in 1506 stierf, erfde Karel alle landsheerlijkheden die de Bourgondische en weer later de Habsburgse Nederlanden werden genoemd. Het betrof onder meer het hertogdom Brabant, de graafschappen Vlaanderen en Holland en het Vrijgraafschap Bourgondië (Franche-Comté). Omdat Karel nog minderjarig was, had zijn grootvader Maximiliaan I van Oostenrijk het regentschap en benoemde ter uitvoering daarvan zijn dochter Margaretha van Oostenrijk tot landvoogdes van de Bourgondische Nederlanden. Zij resideerde in Mechelen en maakte de stad tot feitelijke hoofdstad van de Bourgondische Nederlanden.

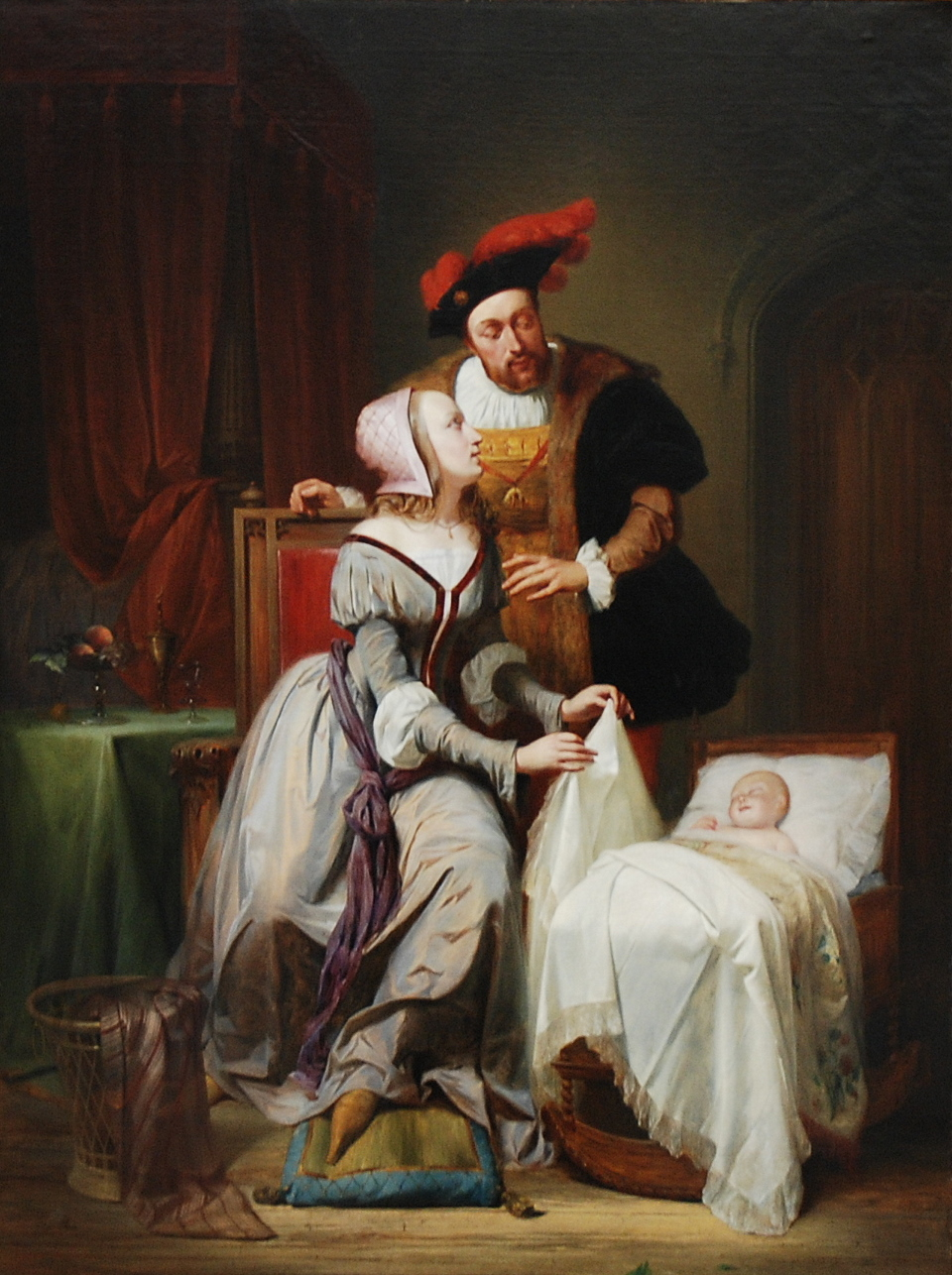
Karel met Johanna van der Gheynst en hun dochter Margaretha door Théodore-Joseph Canneel in 1844.

Margaretha's taak eindigde toen Karel op 5 januari 1515 tijdens een plechtige vergadering van de Staten-Generaal in het Paleis op de Koudenberg in Brussel meerderjarig werd verklaard, ondanks dat hij dat toen nog niet was. Margaretha bleef een belangrijke rol spelen, omdat Karel aan een lange rondreis door zijn rijk begon tijdens welke in vele steden de traditionele Blijde Inkomst plaatsvond ter inhuldiging van de nieuwe vorst.
Deze eerste rondreis was het begin van een bijna voortdurend rondtrekken. Vanwege het in die tijd nog heel persoonlijke karakter van het overheidsgezag was Karels aanwezigheid eigenlijk in al zijn landen vereist. Bovendien wilde hij uit ridderlijkheid graag zijn eigen troepen aanvoeren, die hem op slagvelden door heel Europa en zelfs tot in Noord-Afrika brachten. Op deze manier was Karel V ongeveer een derde van zijn leven in de Nederlanden onderweg, een derde in Spanje en een derde in de rest van Europa.

#### Gulden Vlies, embleem en motto
Reeds in 1501 werd Karel, tijdens het door zijn vader voorgezeten Kapittel in Brussel, opgenomen in de nu wereldberoemde Bourgondische Orde van het Gulden Vlies. Na het overlijden van zijn vader in 1506 volgde Karel hem ook op als grootmeester van deze prestigieuze ridderorde. Nadat hij meerderjarig was verklaard en inmiddels ook koning van Spanje was geworden, verhoogde hij in 1516 het statutair vastgelegde aantal ridders van eenendertig naar eenenvijftig: tien nieuwe plaatsen voor Spanje en tien nieuwe plaatsen voor Duitsland en de Bourgondische Nederlanden. Hiermee groeide het Gulden Vlies uit tot de voornaamste Europese ridderorde.

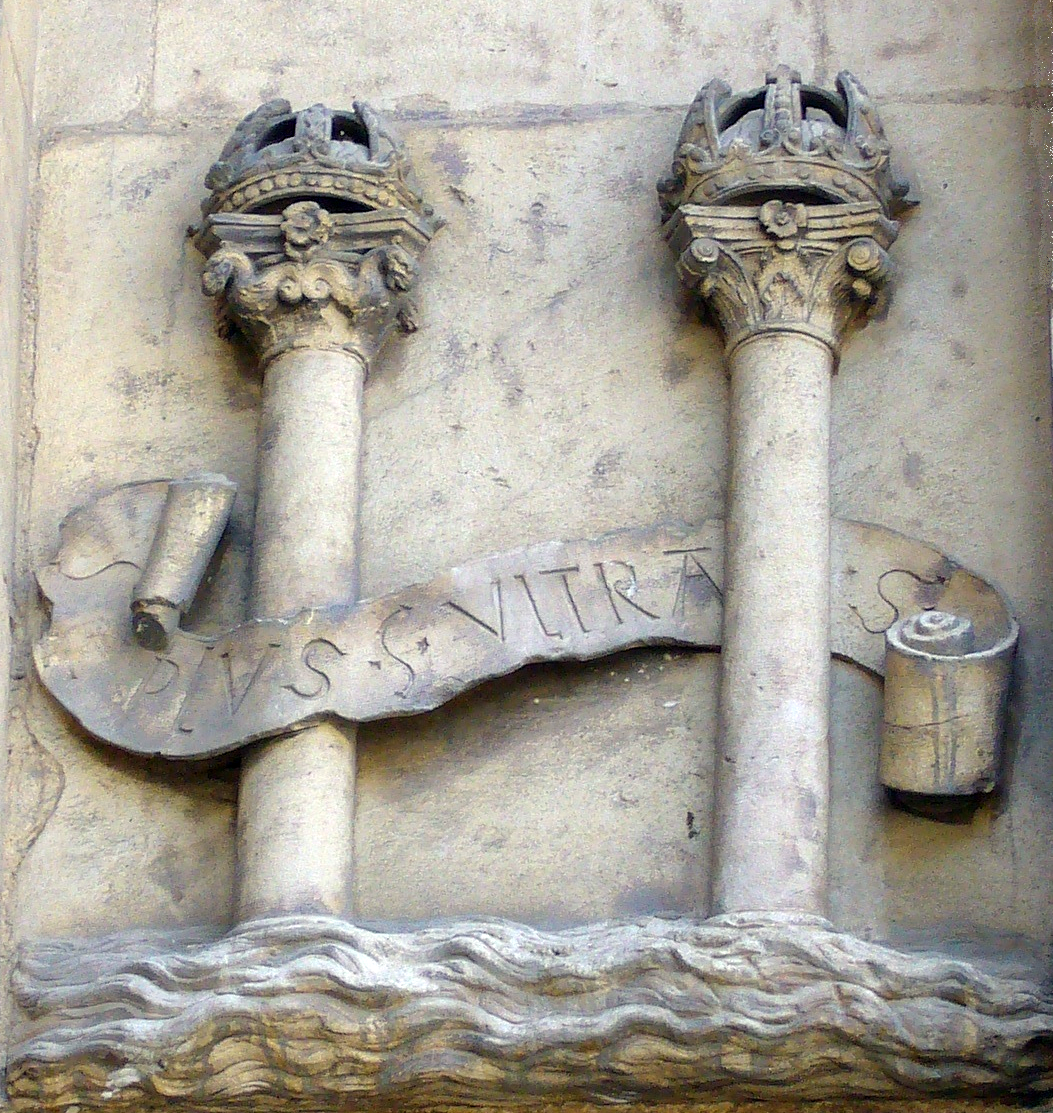
Embleem en motto van keizer Karel V op het stadhuis van Sevilla.

Als nieuwe grootmeester van deze orde koos Karel een eigen embleem, geheel in lijn met de traditie van de Bourgondische hertogen, die hiermee hun aspiraties voor de orde tot uitdrukking brachten. Het embleem van Karel was door Luigi Marliano ontworpen en bestond uit de twee Zuilen van Hercules. Het werd gepresenteerd op het eerste door Karel bijeengeroepen kapittel van de orde, dat in oktober 1516 plaatsvond in de Sint-Goedelekathedraal te Brussel.
De gedachte achter dit embleem was dat Karel de invloed van de orde zou expanderen voorbij de Zuilen, dat wil zeggen zowel naar het Oosten ter bevrijding van Jeruzalem en ter bestrijding van de islam, als naar het Westen ter evangelisatie van de Nieuwe Wereld. Dit concept werd ook uitgedrukt met Karels motto Plus Oultre of Plus Ultra, dat gelezen moet worden als "steeds verder" en was afgeleid van de frase più oltre non si metta uit La Divina Commedia (Inferno, Canto XXVI) van Dante, handelende over de Zuilen van Hercules, door hem opgericht om verdergaan onmogelijk te maken.

### De Spaanse rijken
Als zoon van Johanna van Castilië maakte Karel ook aanspraak op de Spaanse troon. Na de dood van zijn grootmoeder Isabella I van Castilië in 1504 kwam zijn moeder, door het vroege overlijden van haar oudere broer en zus, op de Castiliaanse troon terecht. Johanna leed echter dermate zwaar onder het verlies van haar in 1506 plotseling overleden echtgenoot, dat haar vader, Ferdinand II van Aragón, haar gek liet verklaren en haar opsloot in het kasteel van Tordesillas. Op die manier kon hij zelf het regentschap over de Castiliaanse troon op zich nemen. Deze troon kwam toe aan Karel als Johanna's oudste zoon, maar de oude Ferdinand wilde liever Johanna's jongere zoon Ferdinand als zijn opvolger. Deze was niet alleen naar hem vernoemd, maar was, anders dan Karel, ook aan zijn hof opgevoed.

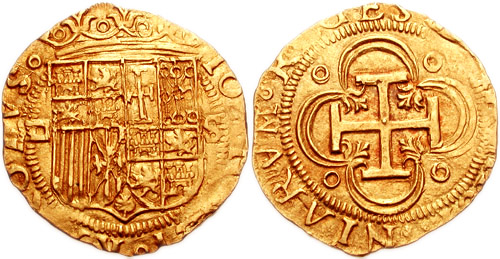
Spaanse Escudo op naam van Johanna en Karel.

Toen Ferdinand II van Aragón op 23 januari 1516 overleed, was hij er nog niet toe gekomen om bij testament zijn kleinzoon Ferdinand ook formeel tot zijn opvolger te benoemen. Daardoor bleef Karel zijn rechtmatige erfgenaam en erfde hij nu al diens koninkrijken: Aragón, Navarra, Napels, Sicilië en Sardinië.
Karel werd vervolgens op 13 en 14 maart 1516 in de Brusselse Sint-Goedelekerk plechtig uitgeroepen tot koning van Spanje en ging over dat land regeren als koning Karel I (Carlos I).
Vanuit het buitenland gezien regeerde Karel feitelijk over heel Spanje, maar officieel was zijn moeder Johanna de Waanzinnige nog steeds koningin van Castilië (en Granada). Zij was weliswaar gek verklaard, maar dat betekende juridisch gezien dat Karel tot aan haar overlijden in 1555 (een half jaar voor zijn eigen abdicatie) slechts het regentschap over dit rijk had. In oorkondes en op munten bleef daarom tot haar dood steeds sprake van "Johanna en Karel" (Juana y Carlos).

### De Oostenrijkse erflanden
Toen Karels grootvader Maximiliaan I van Oostenrijk op 12 januari 1519 overleed, erfde hij ook nog de Oostenrijkse erflanden, bestaande uit de aartshertogdommen Oostenrijk beneden de Enns en Oostenrijk boven de Enns, de hertogdommen Stiermarken, Karinthië en Krain, het graafschap Tirol, alsmede enkele kleine gebieden. Tegen de wil van Karel, wist zijn broer Ferdinand te bereiken dat deze Oostenrijkse erflanden bij het Verdelingsverdrag van Worms van 21 april 1521 aan hem werden overgedragen. Hiermee werd de basis gelegd voor de latere splitsing van het huis Habsburg in een Spaanse en een Oostenrijkse tak. Als hoofd van het huis Habsburg bleef Karel wel de titel aartshertog van Oostenrijk voeren.

## Het keizerschap
Anders dan bij de Spaanse, Nederlandse en Oostenrijkse erflanden, was het keizerschap en daarmee de heerschappij over het Rooms-Duitse of Heilige Roomse Rijk niet erfelijk. De keizer moest telkens gekozen worden door de keurvorsten, die overigens de laatste eeuw vrijwel steeds een Habsburger kozen.
Keizer Maximiliaan I, Karels grootvader van vaderszijde, wilde deze lijn voortzetten en schoof daarom zijn kleinzoon Karel als zijn opvolger naar voren. Koning Frans I van Frankrijk presenteerde zichzelf als tegenkandidaat.
Na het overlijden van Maximiliaan op 12 januari 1519 kwam de keizerlijke herverkiezing op de voorgrond van de Europese politiek. Paus Leo X, bedreigd door Spaanse troepen op zo'n 60 kilometer van Rome, steunde de Franse kandidaat. Met uitzondering van Frederik III van Saksen, die niet wilde meewerken aan een campagne, steunden de keurvorsten beide kandidaten. Vóór zijn dood had Maximiliaan al 500.000 florijnen aan de keurvorsten beloofd in ruil voor hun stem, maar Frans bood tot drie miljoen, waarna Karel terugsloeg door grote bedragen te lenen van de bankier Jakob Fugger.
De uiteindelijke uitkomst werd echter niet bepaald door exorbitante bedragen aan smeergeld. De algemene weerstand onder de bevolking tegen een Franse keizer gaf de keurvorsten een pauze. Toen Karel een leger op de been bracht in de buurt van Frankfurt waar zij vergaderden, kozen zij hem uiteindelijk op 28 juni 1519 tot Rooms koning en toekomstig keizer, als vijfde met de naam Karel. Op 23 oktober 1520 werd Karel V plechtig tot Rooms koning gekroond in de Dom van Aken, waarna hij zich, in navolging van zijn grootvader, tevens "gekozen Rooms keizer" (Erwählter Römischer Kaiser) noemde.

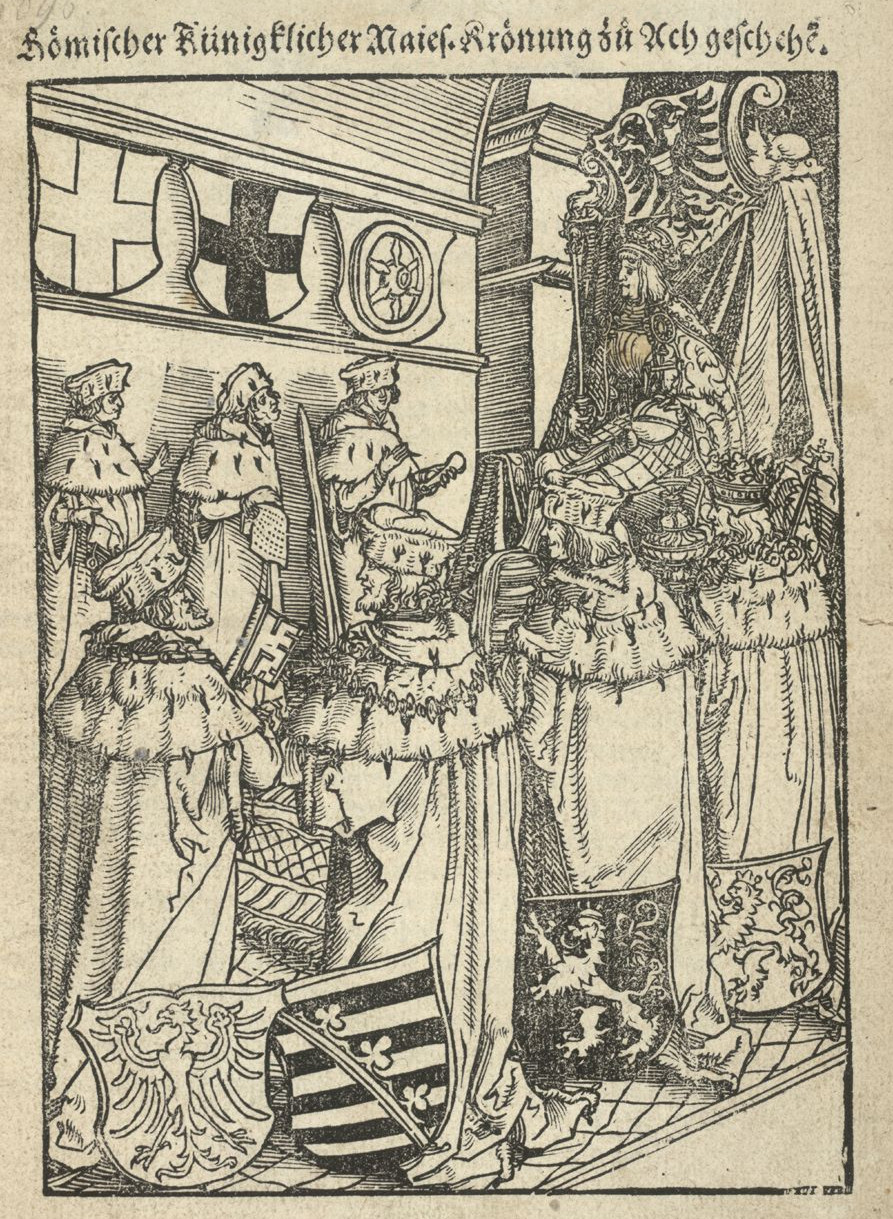
De keurvorsten kronen Karel V tot Rooms koning in Aken op 23 oktober 1520
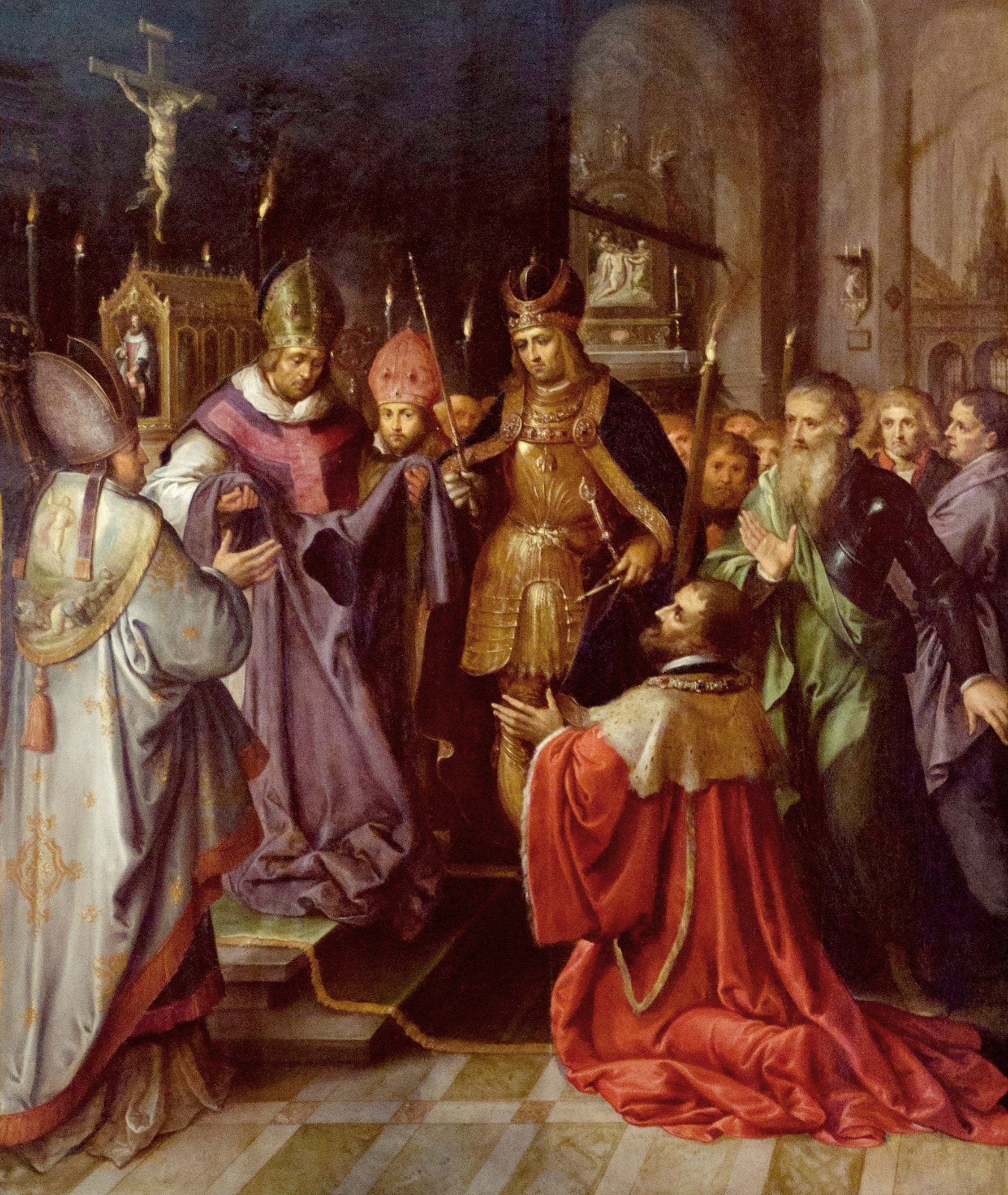
Presentatie van de heilige tuniek van Maria aan Karel V in de dom van Aken tijdens zijn kroning tot keizer

### Taken en betekenis
Hoewel het keizerschap het hoogste wereldlijke ambt van het christelijke Europa was, was de feitelijke macht ervan sinds het interregnum in de 13e eeuw zeer gering geworden. Als koning van Duitsland had de keizer al weinig of geen concrete machtsmiddelen meer in de Duitse gebieden, laat staan op Europees niveau. Het feit dat hij door de paus, aan wie in die tijd nog het hoogste universele gezag in geestelijke zaken toekwam, gekroond werd, gaf de keizer nog tot in de 16e eeuw een niet onaanzienlijk universeel gezag in wereldlijke zaken. Dit keizerlijke gezag moet vooral gezien worden als een leiderschap van volkenrechtelijke aard.
Met de keuze van Karel V tot keizer veranderde dit drastisch en werd het vrij symbolische gezag van het oude Roomse keizerschap nog eenmaal van echte betekenis. Met zijn rijke erflanden (o.a. de welvarende Lage Landen en Spanje met zijn rijke Amerikaanse en Aziatische bezittingen), had Karel namelijk de financiële middelen om grote legers te mobiliseren en kon hij hierdoor het gezag van het keizerschap voorzien van feitelijk macht, niet alleen in de Duitse gebieden, maar in heel Europa. Opgevoed in de ridderlijke traditie van het Bourgondische hof, zag Karel V zich ook diep en religieus geroepen om de taken van het keizerschap op zich te nemen en uit te voeren. Concreet waren dat:
- Bescherming van Kerk en paus (als Advocatus Ecclesiae), dit bij wijze van tegenprestatie voor de pauselijke legitimatie van het keizerlijke ambt.
- Bescherming van de christenheid tegen interne en externe vijanden. Mede door de eerste taak zou Karel de protestanten als de voornaamste interne vijanden gaan zien. Als externe vijand golden sinds de Val van Constantinopel in 1453 de Ottomanen, of zoals men dat vroeger zei, de Turken.
- Handhaving van vrede en gerechtigheid en optreden als scheidsrechter tussen de christelijke vorsten. Dit vloeide voort uit de tweede taak en werd in Karels tijd bovendien sterk juridisch gelegitimeerd als de taak tot het bewaken en uitleggen van het toen eveneens universeel geachte Romeinse recht.[13]

### Monarchia Universalis

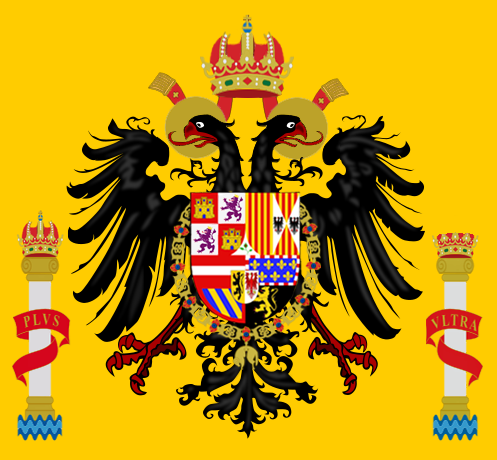
Wapencompositie van Karel V, met de dubbele adelaar van het keizerschap, het hartschild van zijn erflanden, de keten van het Gulden Vlies en de Zuilen van Hercules met zijn motto Plus Ultra.

Deze traditionele taken van het keizerschap kwamen onder Karel V samen met de eveneens universele ridderlijke aspiraties vanuit de Bourgondische traditie (zoals uitgedrukt door Karels embleem en motto) en het inmiddels daadwerkelijk wereldomspannende Spaanse rijk.
Het was Karels grootkanselier Mercurino di Gattinara die al deze elementen samenvoegde in de theorie van de Monarchia Universalis. Aanhakend bij de keizerlijke taak tot het handhaven van vrede en gerechtigheid, baseerde Gattinara zich daarbij vooral op de politieke theorieën van zijn 14e-eeuwse Italiaanse landgenoten Bartolus de Saxoferrato en Dante Alighieri.
Gattinara liet het echter niet bij een politieke theorie, maar kwam ook met heel concrete plannen voor hoe de keizerlijke regering in de praktijk vormgegeven zou moeten worden. Als "grootkanselier aller rijken en landen" van Karel V zag hij voor zichzelf een rol weggelegd als leider van een centraal keizerlijk bestuursapparaat, dat rechtstreeks bevoegd zou zijn voor alle aangelegenheden van al Karels gebieden. Zelfs had hij daarvoor één uniform munt- en rechtsstelsel in gedachten. Topfiguren uit de Spaanse regering zagen dit centralistische concept van Gattinara echter niet zitten en ook Karel zelf vreesde dat hij hierdoor al te afhankelijk zou worden van zijn oude grootkanselier.
Gattinara overleed op 5 juni 1530. Kort tevoren had hij nog wel zijn langgekoesterde wens in vervulling zien gaan, toen Karel V op 24 februari van dat jaar, diens 30e verjaardag, in de Sint-Petroniusbasiliek te Bologna tot keizer werd gekroond door paus Clemens VII. Het zou de laatste keer zijn dat een keizer door de paus gekroond werd.

## Het regentschapssysteem
Na het overlijden van Gattinara was de weg vrij voor een nieuwe manier om Karels wereldrijk te besturen. In plaats van het bureaucratische en centralistische plan van Gattinara kwam nu een meer persoonlijke en gedecentraliseerde structuur die wel het regentschapssysteem genoemd wordt. Naar het voorbeeld van het succesvolle regentschap van zijn tante Margaretha van Oostenrijk in de Nederlanden, stelde Karel V nu voor alle drie delen van zijn rijk een landvoogd of regent aan. Dit was telkens een van zijn naaste familieleden, waarmee de loyaliteit aan zijn persoon gewaarborgd werd. Aldus benoemde hij:
- in juli 1529 zijn vrouw Isabella van Portugal tot regentes voor Spanje
- in januari 1531 zijn broer Ferdinand tot regent voor het Heilige Roomse Rijk, dit op basis van diens keuze en kroning tot Rooms koning en toekomstig keizer
- op 1 oktober 1531 zijn zuster Maria van Hongarije tot landvoogdes voor de Nederlanden.

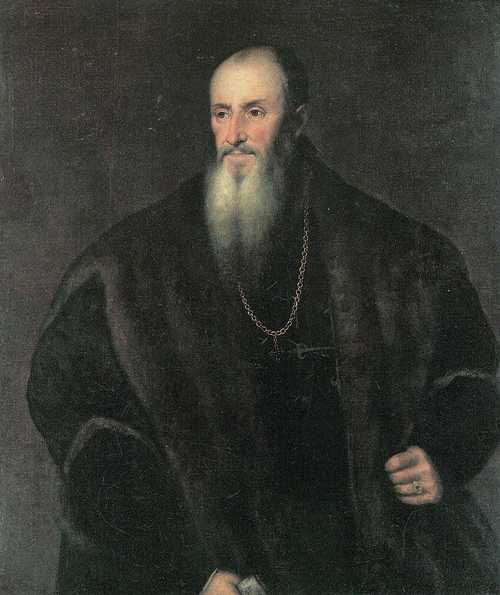
Nicolas Perrenot de Granvelle. Schilderij door Titiaan uit 1548

Elk van deze regenten ontving een publieke volmacht waarmee hij of zij de volledige bevoegdheden kreeg om staatkundig als het alter ego van Karel V te kunnen fungeren. In een geheime restrictie werd vervolgens bepaald welke rechten Karel aan zichzelf voorbehield of welke beslissingen aan hem ter goedkeuring dienden te worden voorgelegd.
De centrale aansturing van deze regenten deed Karel voortaan persoonlijk, bijgestaan door een kleine flexibele staf. Na het overlijden van Gattinara had hij namelijk geen nieuwe grootkanselier meer benoemd, maar werkte hij op een meer informele manier samen met de staatssecretarissen Francisco de los Cobos voor Spaanse zaken en met Nicolas Perrenot de Granvelle voor alle overige aangelegenheden. Deze laatste was Gattinara alleen als grootzegelbewaarder opgevolgd, maar fungeerde in de praktijk tevens als Karels eerste minister. Nicolas Granvelle werd na zijn overlijden in 1550 opgevolgd door zijn zoon en naaste medewerker Antoine Perrenot de Granvelle.
Met dit regentschapssysteem had Karel V afstand genomen van de plannen voor een gecentraliseerde superstaat en gekozen voor centralisatie op lager, nationaal niveau. Daarmee zette hij in op de vorming van moderne eenheidsstaten in Spanje en de Nederlanden en gaf hij zelfs de aanzet voor moderne staatsvorming in Duitsland. De keerzijde hiervan was dat de aansturing op internationaal niveau nu een volledig persoonlijke aangelegenheid was geworden. De eenheid van macht en gezag ging dan ook verloren toen met Karels troonsafstand in 1555/1556 de Spaanse en Nederlandse erflanden overgingen op zijn zoon Filips, maar het keizerschap op zijn broer Ferdinand. Hierdoor bleef de Spaanse macht zonder erkend internationaal gezag en werd het keizerschap een vrijwel inhoudsloos aanhangsel van het Duitse koningschap.

## Conflicten op Europees niveau
Als Rooms-Duits keizer had Karel V internationale politieke taken. Daarnaast vereiste ook de uitgestrektheid van zijn erflanden tot politiek handelen op Europees niveau. Hierdoor moest hij het oprukkende Ottomaanse Rijk zien tegen te houden en kwam hij tevens in conflict met Frankrijk.

### De Ottomaanse dreiging
Van oudsher was de strijd tegen de islam en de bevrijding van Jeruzalem een van de hoofdtaken van de keizer, maar na de laatste Kruistocht in 1270 was geen keizer daar meer aan toe gekomen. Na de Val van Constantinopel in 1453 rukte het Ottomaanse leger steeds verder op naar West-Europa en vormde een bedreiging voor de Habsburgse landen.
Karel werd echter niet alleen vanuit het keizerschap tot de bestrijding van de Ottomanen geïnspireerd: als koning van Aragón voerde hij namelijk ook de titel koning van Jeruzalem en ook van de Bourgondische hertogen had hij een ridderlijk kruistochtideaal geërfd. Karel had dit tot uitdrukking gebracht in zijn embleem en motto. Tot een herovering van Jeruzalem zou het nooit komen, het tot staan brengen van de Ottomaanse expansie zou al meer dan genoeg inspanningen vergen.
Met de Slag bij Mohács in 1526 veroverde sultan Süleyman I grote delen van het koninkrijk Hongarije – daarbij sneuvelde Karels zwager koning Lodewijk II van Hongarije – en in 1529 rukte hij zelfs op tot voor de poorten van Wenen. Deze aanval kon Karels broer Ferdinand vrijwel geheel zelfstandig afslaan; Karel streed op dat moment, in Italië, met zijn troepen tegen Frankrijk. In 1532 deed de sultan wederom een poging Wenen te veroveren tijdens De Duitse Veldtocht (1532), maar nu bracht Karel een leger van 80.000 man op de been, waarop het Ottomaanse leger zich terugtrok.

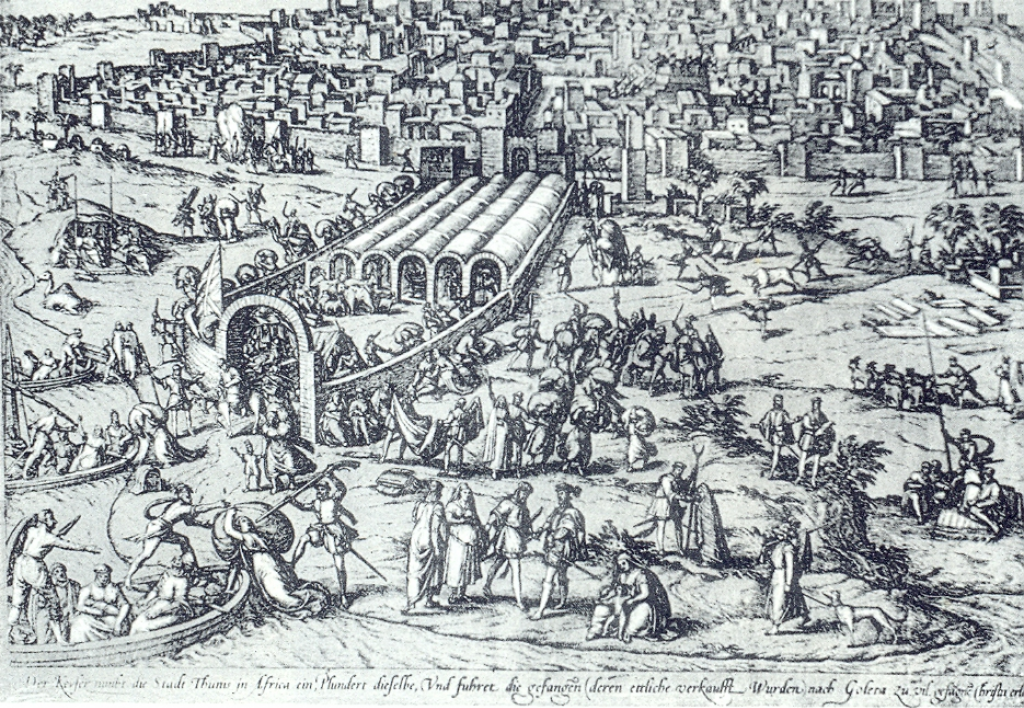
De verovering van Tunis door keizer Karel V in 1535.

De Ottomaanse sultan veroverde in 1529 Algiers en in 1534 Tunis en gaf bovendien militaire steun aan de Barbarijse zeerovers, die nu vanaf de Noord-Afrikaanse kust de handel op de Middellandse Zee bedreigden, Spaanse schepen overvielen en de kusten van Karels Spaanse en Italiaanse gebieden plunderden. Aan het hoofd van een legermacht van zo'n 60.000 man kon Karel V in 1535 de vloot van de sultan vernietigen en verjoeg zo de befaamde Barbarossa. Vervolgens wist hij na een korte belegering van de vesting La Goletta op 14 juli 1535 de stad Tunis op de Ottomanen te heroveren. Hiermee was de rust aan het zuidelijk front voorlopig hersteld.
In 1541 laaide de strijd in Hongarije weer op en in 1543 sloot sultan Süleyman I bovendien een informele coalitie met de Franse koning Frans I. Gezamenlijk voerden zij daarop een aanval uit op Nice, een strategische havenstad in handen van Karels bondgenoot, hertog Karel III van Savoye. Deze strijd op vele fronten noopte Karel om in 1547, samen met zijn broer Ferdinand als koning van Hongarije, een wapenstilstand voor vijf jaar met de sultan te sluiten, tegen een jaarlijks tribuut van 50.000 dukaten. In deze overeenkomst werd Karel niet als keizer, maar slechts als koning van Spanje aangeduid, aangezien de sultan zichzelf, hoewel hij geen christen was, toch als opvolger van de Byzantijnse keizers en daarmee als de enige ware caesar zag.

### De oorlogen met Frankrijk
Gedurende een groot deel van zijn regeerperiode voerde Karel V oorlog met Frankrijk. Met name de Franse koning Frans I werd zijn grote tegenspeler en doordat Frankrijk geheel door landen van Karel omringd was, konden beide vorsten letterlijk en figuurlijk niet om elkaar heen. Het resulteerde in 5 oorlogen: 1521-1526, 1526-1529, 1535-1538, 1542-1544 en 1552-1559.
Naast de machtspolitieke hegemonie in Europa, was vooral de heerschappij in Italië de inzet van hun strijd. Men spreekt daarom wel van de Italiaanse Oorlogen. Deze waren begonnen toen Frankrijk in 1494 Noord-Italië binnenviel en Karels grootvader Maximiliaan zich genoodzaakt zag om een alliantie met Spanje aan te gaan. Ter bezegeling daarvan werd onder meer het huwelijk van Karels ouders gesloten, waardoor hij uiteindelijk Spanje erfde en naast de Franse koning de machtigste vorst van die tijd werd.
Ten tijde van Karels meerderjarigverklaring in 1515 was in Noord-Italië de tweede Italiaanse of de Oorlog van de Liga van Kamerijk aan de gang, waarin Frans I met de Slag bij Marignano een grote overwinning tegen Milaan, dat toebehoorde aan Ferdinand van Aragón, wist te behalen. Mede hierdoor kon hij in 1516 de Vrede van Noyon opleggen aan Karel, als de nieuwe koning van Spanje. Het vredesverdrag bepaalde dat Frans I Milaan kreeg en afzag van aanspraken op Napels, dit op voorwaarde dat Karel met een dochter van Frans zou huwen.

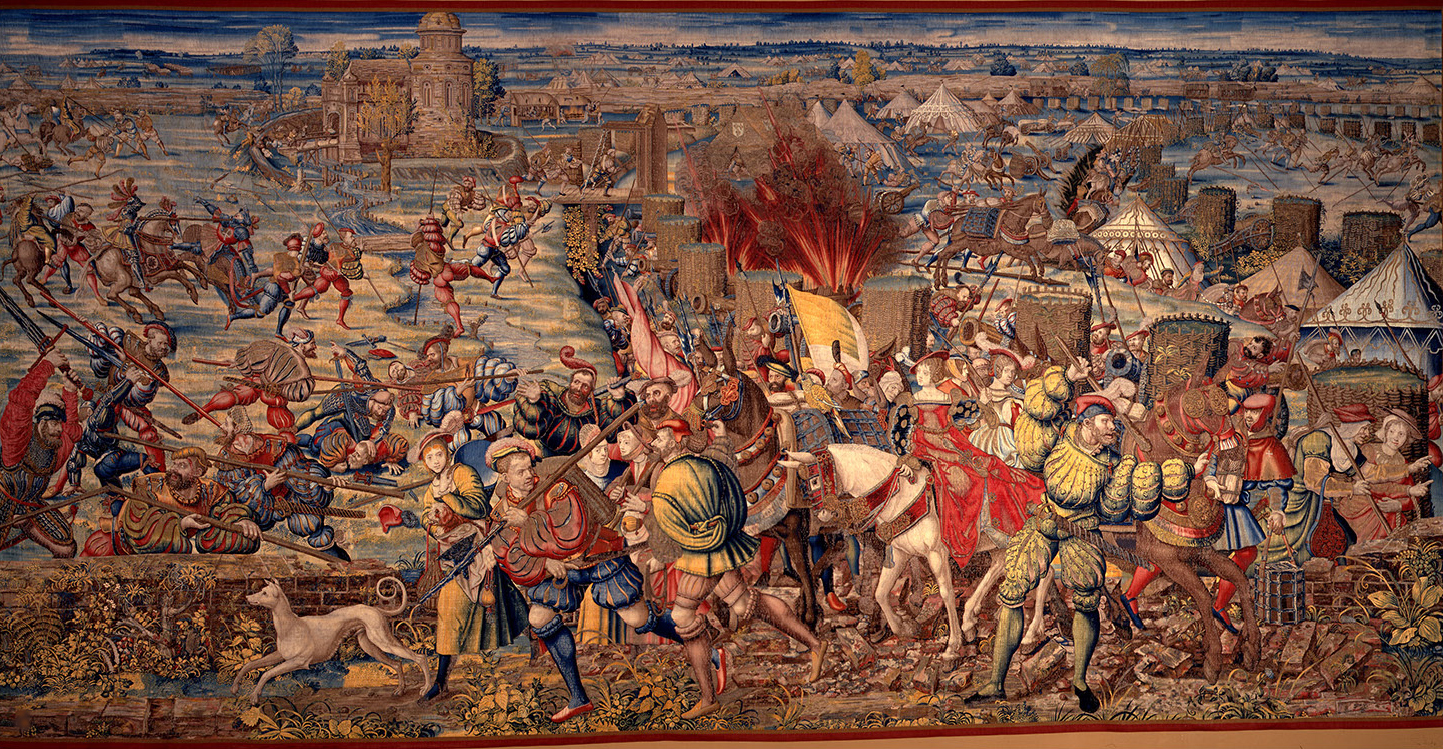
16e-eeuws wandtapijt met een voorstelling van de Slag bij Pavia op 24 februari 1525.

Nadat Frans I de verkiezing voor het keizerschap aan Karel V verloren had, viel hij eind 1521 Navarra en de Habsburgse Nederlanden binnen. Keizerlijke troepen konden de invasie keren en vielen Noord-Frankrijk binnen, waar zij op hun beurt tot staan werden gebracht. Karel sloot toen een alliantie met de paus en de Engelse koning Hendrik VIII waarna de derde Italiaanse oorlog begon. Tijdens de Slag bij Pavia op 24 februari 1525, Karels verjaardag, wisten de keizerlijke troepen de Fransen een zware nederlaag toe te brengen en konden zij zelfs Frans I gevangennemen. Hij werd overgebracht naar Madrid en tekende aldaar in 1526 de Vrede van Madrid, waarbij hij al zijn aanspraken op Milaan, het Koninkrijk Napels, het Franche-Comté, Kroon-Vlaanderen en Artesië opgaf. Zodra hij vrijkwam herriep hij deze concessies echter weer.
Deze overwinning van Karel V leidde tot een tegenreactie. Paus Clemens VII wilde niet onder keizerlijke voogdij staan en vormde op 22 mei 1526 met Frankrijk, Genua, Venetië en Florence de Heilige Liga van Cognac om de macht van Karel V in Italië te breken. Hoewel de Liga in 1528 werd versterkt door een verdrag tussen Frankrijk en Engeland, bleken de leden ervan weinig vastberaden.
Begin 1527 bracht de paus 10.000 man op de been in Noord-Italië, maar de keizerlijke troepen onder leiding van Karels broer Ferdinand rukten langzaam op en de Italiaanse milities konden hun opmars niet stuiten. Op 6 mei 1527 stonden 25.000 Duitse en Spaanse soldaten voor de poorten van Rome. Omdat het keizerlijke leger al jaren niet meer betaald was ging het eigenmachtig over tot het plunderen van Rome, op een schaal die sinds de tijd van de Vandalen niet meer was voorgekomen. Deze ramp ging de geschiedenis in als de Sacco di Roma. De Franse troepen plunderden op hun beurt de stad Pavia en sloegen beleg voor de poorten van Napels. Mede doordat Genua onder leiding van admiraal Andrea Doria overliep naar het keizerlijke kamp, konden de Franse troepen in juni 1529 door de keizerlijke legers vernietigend verslagen worden.
Hierop sloot Karel V op 3 augustus 1529 opnieuw een vredesverdrag met Frankrijk, de Damesvrede van Kamerijk. Hierin werd vastgelegd dat Karel afzag van zijn aanspraken op het hertogdom Bourgondië en Frans van diens aanspraken op Milaan en Napels. Hiermee was de eenheid van Frankrijk veiliggesteld en was Italië definitief onder keizerlijke dan wel Spaanse overheersing gekomen. Paus Clemens VII werd ten slotte nog verplicht Karel tot Rooms keizer te kronen. Dit vond in 1530 in Bologna plaats.

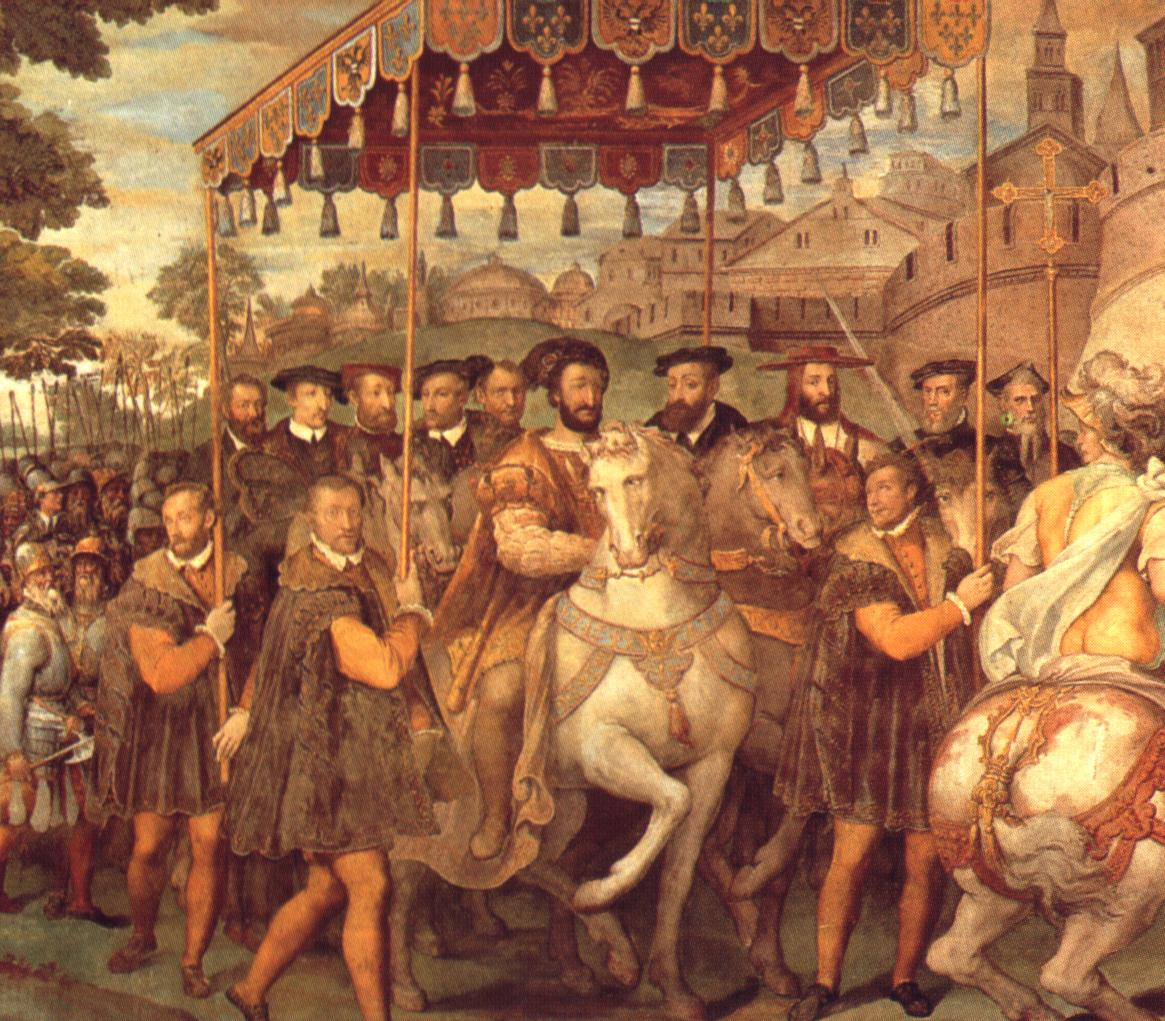
De gezamenlijke intocht van Frans I en Karel V in Parijs op 1 januari 1540. Fresco in Caprarola.

Frans I gaf zich echter niet zo snel gewonnen en ging een samenwerking aan met Karels tegenstanders in Duitsland: de in het Schmalkaldisch Verbond verenigde protestantse rijksvorsten. Toen in 1535 de door Karel met Milaan beleende hertog Francesco II Sforza overleed, rukte Frans weer op richting Noord-Italië en bezette in 1536 de tot het Heilige Roomse Rijk behorende hertogdommen Savoye en Piëmont. Karel wilde aan twee fronten terugslaan en zodoende vielen zijn troepen in het Noorden Picardië binnen en trok hij zelf, net terug van de verovering van Tunis, aan het hoofd van een leger de Provence binnen in een poging Marseille te veroveren. De Fransen pasten toen de tactiek van de verschroeide aarde toe en Karels leger moest zich uitgeput terugtrekken. In 1538 sloten beide vorsten een wapenstilstand tijdens een persoonlijke ontmoeting in Aigues-Mortes.
Na deze verzoening reisde Karel V eind 1539, op uitnodiging van Frans I, voor het eerst vreedzaam dwars door Frankrijk. Daarbij bezocht hij onder meer de beroemde kastelen langs de Loire en trok hij op 1 januari 1540 samen met zijn Franse gastheer op feestelijke wijze Parijs binnen, waar te zijner ere grote feesten en banketten plaatsvonden. Eind januari kwam Karel weer in de Lage Landen aan. Op 9 februari bezocht hij Aalst. De volgende dag vertrok hij naar zijn geboortestad om de Gentse revolte de kop in te drukken.
Het vacante hertogdom Milaan werd op 11 oktober 1540 door Karel V in leen gegeven aan zijn zoon Filips, waardoor het politiek met Spanje verbonden werd en enkele decennia later een belangrijk bruggenhoofd kon worden voor de Spaanse troepen op weg naar de opstandige Nederlanden. Frans I zag deze belening als een provocatie en sloot een alliantie met een andere machtige vijand van de keizer, de sultan van het Ottomaanse Rijk. Deze alliantie was slechts informeel, maar desondanks werd het als schandalig ervaren dat de Franse koning, met de titel "Allerchristelijkste Koning", een verbond met de als heidens aangemerkte islamitische sultan aanging. Frans wist op deze manier in 1542 de Slag bij Cérisoles te winnen en Karel sloeg wederom terug met een inval in Noord-Frankrijk. Ook deze keer kwamen beiden weer niet verder en sloten op 18 september 1544 de Vrede van Crépy.
In het vredesverdrag was een plan opgenomen om de steeds weer oplaaiende oorlogen met Frankrijk definitief te beëindigen door het Franse en het Habsburgse huis met elkaar te verbinden. Daartoe zou Frans' jongste zoon Karel, hertog van Orléans, ofwel met Ferdinands dochter Anna trouwen, ofwel met Karels dochter Maria. In het eerste geval zou Karel van Orléans dan met Milaan beleend worden, in het tweede geval zelfs met de Nederlanden. Het was aan Karel V om deze keus te maken, maar nog voordat hij een besluit had kunnen nemen, overleed Karel II van Orléans, op 9 september 1545.
De vrede met Frankrijk zou desondanks nog zeven jaar lang standhouden, mede doordat ook Frans I zelf op 31 maart 1547 overleed. Omdat intussen ook een bestand met de Ottomaanse sultan was gesloten, had Karel V in deze periode de handen vrij om in Duitsland het probleem met de protestanten op te lossen.
In 1551 sloot de nieuwe Franse koning Hendrik II echter een geheim verbond met de protestantse rijksvorsten en bezette als gevolg daarvan de drie tot het Heilige Roomse Rijk behorende bisschopssteden (de Trois-Évêchés) Metz, Toul en Verdun. Toen Karel V in de herfst van 1552 met zo'n 35.000 man optrok om Metz te heroveren, was daarmee de vijfde en voor Karel de laatste, oorlog met Frankrijk begonnen. Het beleg van Metz werd een ramp en moest op 1 januari 1553 gestaakt worden. Deze oorlog werd uiteindelijk pas na Karels abdicatie en overlijden beëindigd bij de Vrede van Cateau-Cambrésis van 1559.

## Politiek op nationaal niveau
Naast de conflicten op Europees niveau moest Karel V ook zijn afzonderlijke landen besturen. Voor de Nederlanden draaide het daarbij vooral om de staatsvorming. In Spanje was de staatsvorming al wat verder voortgeschreden, maar brachten de gebieden in de Nieuwe Wereld heel nieuwe uitdagingen met zich mee. In Duitsland droeg Karel V ten slotte bij aan het begin van staatsvorming, maar wist hij de religieuze eenheid niet te handhaven.

### De staatsvorming in de Nederlanden

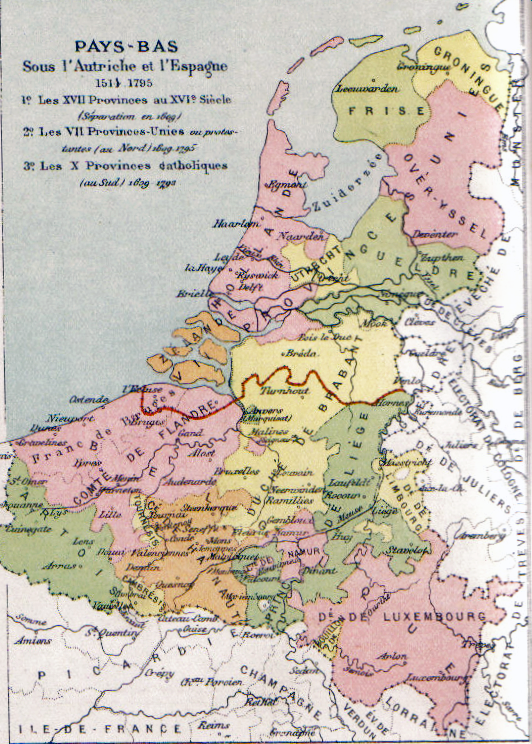
Kaart van de Nederlanden met de Zeventien Provinciën van rond 1550.

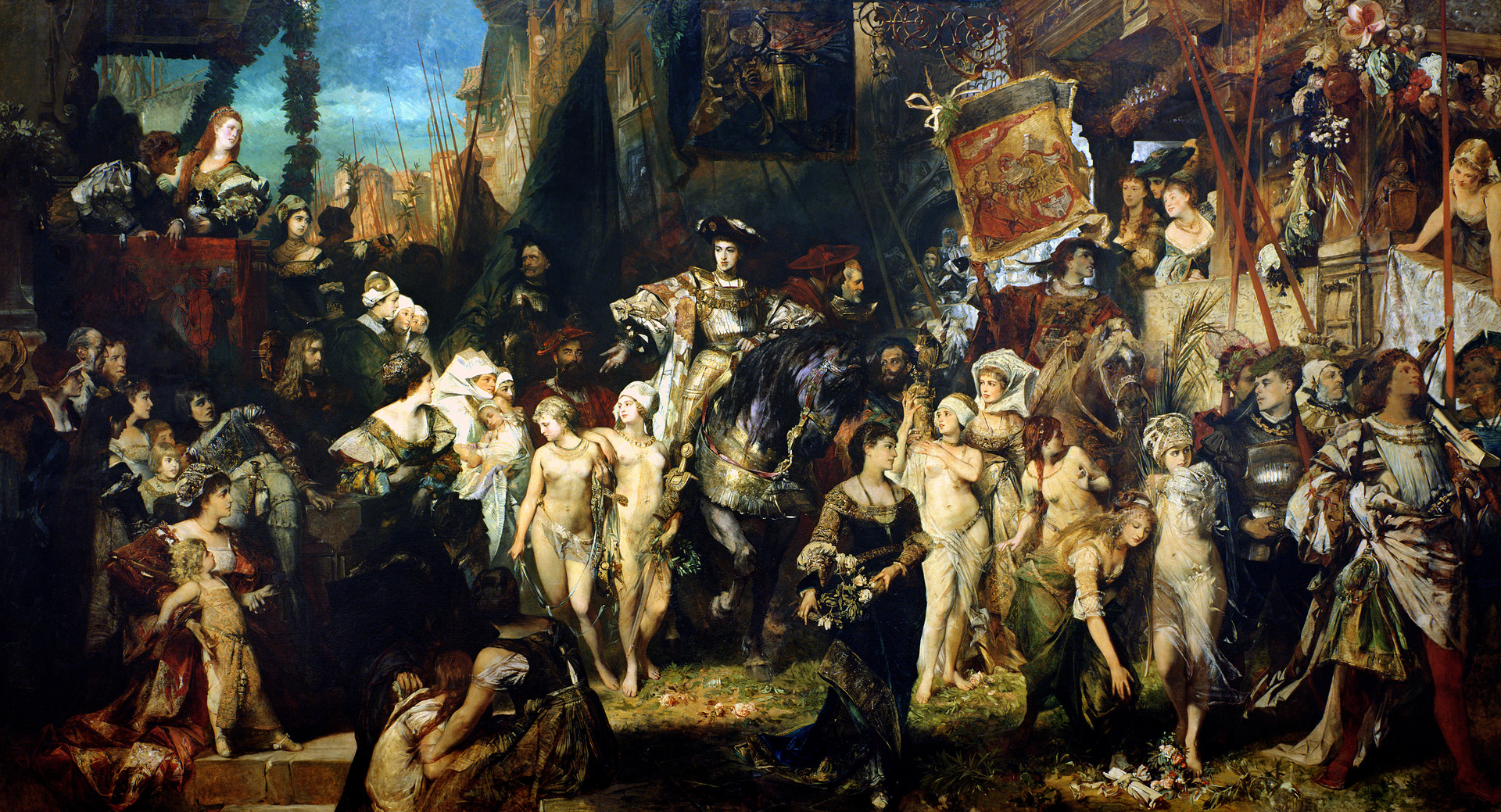
Intocht van Karel V in Antwerpen door Hans Makart.

In navolging van zijn Bourgondische voorouders, ging Karel V verder met het omvormen van de Nederlanden tot één staat. Hiertoe voerde hij een drie-sporenbeleid:
- Vorming van een territoriale eenheid
- Losmaking hiervan uit het Franse en Duitse rijksverband
- Interne centralisatie en unificatie

Voor de vorming van een territoriale eenheid voegde Karel V in de loop van zijn regeerperiode de volgende landsheerlijkheden aan zijn oorspronkelijke Bourgondische erflanden toe: Doornik en het Doornikse in 1521, Friesland in 1524, het Neder- en Oversticht in 1528, Artesië in 1529, Groningen en Drenthe in 1536 en Gelre in 1543. Hiermee waren, op het prinsbisdom Luik na, alle grotere Nederlandse gebieden in Karels hand gekomen. Tezamen werden deze wel aangeduid als de Zeventien Provinciën. Karel V voltooide de Nederlandse eenheid met de Pragmatieke Sanctie van 4 november 1549, die inhield dat de Nederlanden steeds één en onverdeeld overgeërfd zouden worden.
Over de vraag of deze territoriale uitbreiding doelbewust gepland was, verschillen de meningen. Enerzijds wordt wel gezegd dat deze afronding slechts de toevallige uitkomst was van Karels reacties op aanvallen van buitenaf. Anderzijds past deze uitbreiding in het streven van Karels Bourgondische voorvaderen naar een nieuw Middenrijk.
Deze nieuw verworven gebieden waren op uiteenlopende wijze ondergeschikt aan "buitenlandse" machten. Zo waren Vlaanderen en Artesië lenen van de Franse kroon en behoorden de noordwestelijke gebieden tot de Westfaalse kreits van het Heilige Roomse Rijk. Net zo stapsgewijs als dat hij deze gebieden verworven had, bevrijdde Karel V ze ook uit deze verbanden: Vlaanderen en Artesië werden in 1529 bij de Damesvrede van Kamerijk losgemaakt uit het leenverband met de Franse koning.
Gelre, het Neder- en Oversticht en Groningen werden bij het Verdrag of de Transactie van Augsburg van 26 juni 1548 uit de Westfaalse kreits losgemaakt en bij de Bourgondische Kreits gevoegd, waartoe de andere Bourgondische erflanden van Karel V behoorden.
Vervolgens werd bij dezelfde overeenkomst dit nieuwe territoriale geheel onttrokken aan de jurisdictie van het Rijkskamergerecht en de wetgeving van het Heilige Roomse Rijk. Als tegenprestatie hiervoor zou de Bourgondische Kreits hetzelfde bedrag als dat van twee keurvorsten in de rijkslasten bijdragen. Feitelijk verkregen de Nederlanden hiermee hun onafhankelijkheid. Alleen de leenbanden van de afzonderlijke gebieden met de keizer bleven intact, maar deze waren in de praktijk van weinig betekenis meer.

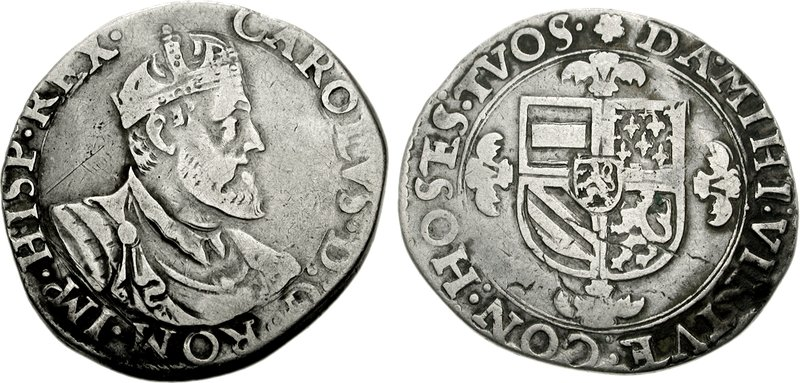
Voor- en achterzijde van een zilveren carolusgulden.

Mede door deze vergroting van het Nederlandse grondgebied, maar ook door die van de internationale contacten binnen het wereldrijk van Karel V, groeide de economie van de Nederlanden in snel tempo. De bloeiende handel leidde tot de opkomst van een commerciële geldmarkt, waarop met name de zogeheten Lombarden actief waren. Op monetair vlak voerde Karel V in 1521 een gulden van 20 stuivers in, zowel als rekeneenheid als in de vorm van een gouden munt, die al gauw de carolusgulden werd genoemd. In 1543 kwam er ook een zilveren carolusgulden.

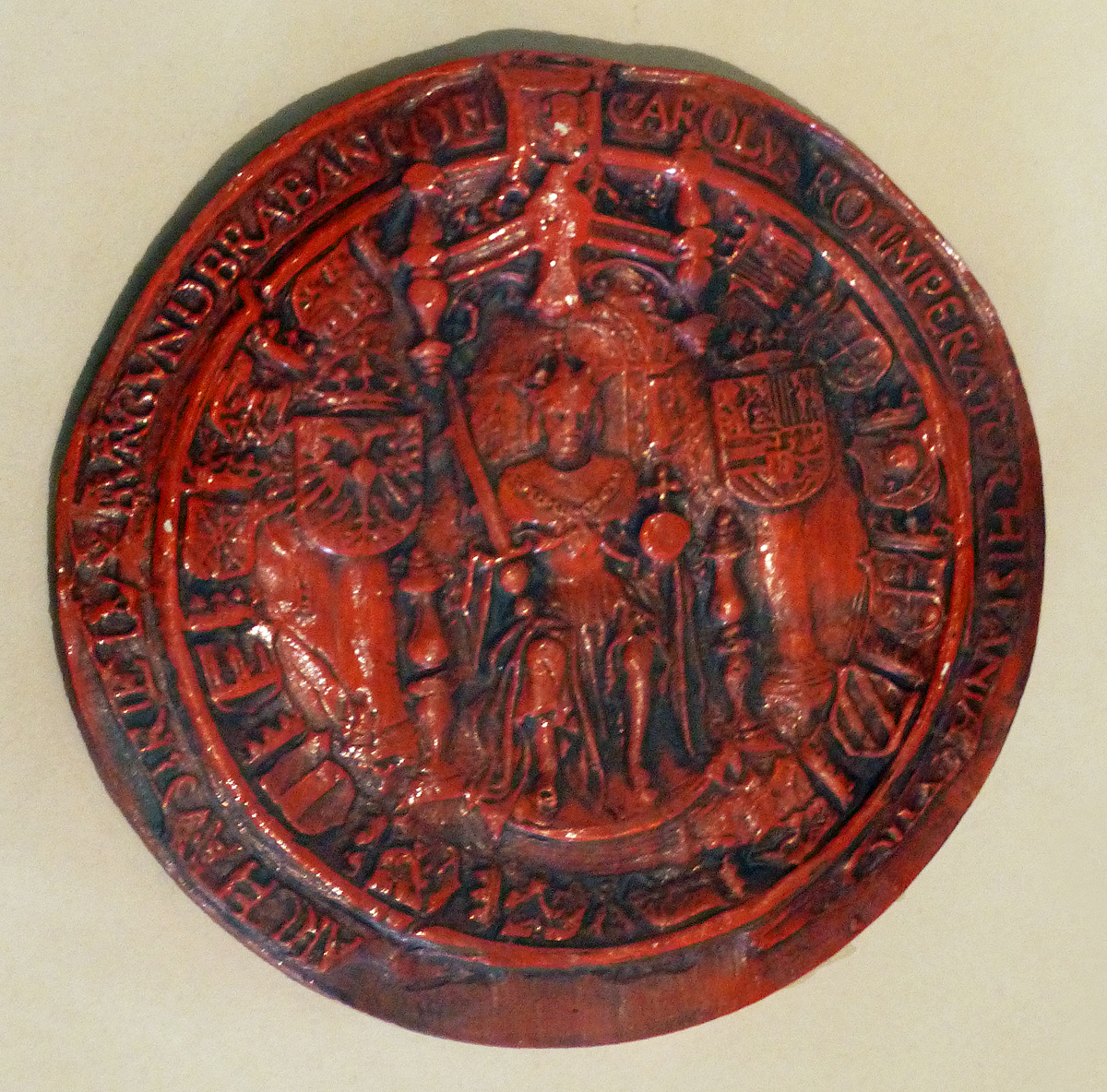
Het grootzegel van Karel V voor zijn Nederlandse erflanden.

Om de Nederlanden efficiënt te kunnen besturen, reorganiseerde Karel V in 1531 ook de centrale bestuursorganen, die sindsdien in Brussel gevestigd waren. Dit resulteerde in de zogeheten Collaterale Raden. Deze bestonden uit:
- de Raad van State, een adviesorgaan dat was samengesteld uit leden van de hoge adel.
- de Raad van Financiën richtte hij op voor het financieel beheer en
- de Geheime Raad, verantwoordelijk voor de belangrijkste bestuurlijke zaken.

De al langer bestaande Grote Raad van Mechelen bleef het hoogste college van de rechterlijke macht in de Nederlanden. Als belangrijkste raadsheren golden eerst Jean Carondelet en Lodewijk van Schore en later de Friese jurist Viglius van Aytta. De toenemende invloed van zulke juristen van burgerlijke afkomst wekte irritatie bij de edelen, hetgeen een factor zou worden bij de latere Nederlandse Opstand tegen Filips II.
Na de dood van zijn tante Margaretha van Oostenrijk op 1 december 1530 benoemde Karel V in 1531 zijn zuster Maria van Hongarije tot haar opvolger als landvoogdes van de Nederlanden. Met haar eruditie en daadkracht waren de Nederlanden in vertrouwde en capabele handen, zodat Karel zich spoedig weer op de problemen in zijn andere rijken kon richten. Maria van Hongarije trad op 25 oktober 1555 tegelijk met haar broer af.
In het kader van de centralisatie besteedde Karel V veel aandacht aan de unificatie van wetgeving en rechterlijke organisatie. Naar het voorbeeld van het Franse Edict van Villers-Cotterêts van 1539 liet hij niet alleen een nieuwe ordonnantie voor de Grote Raad van Mechelen opstellen (die echter pas in 1559 gereed kwam), maar kwam er in 1548 ook voor Duitsland een nieuwe procesorde voor het Reichskammergericht. In 1531 liet Karel V bovendien een opdracht uitgaan tot homologatie van de costumen, het lokale gewoonterecht, een project dat echter in de jaren 1550-'60 voorlopig gestaakt werd. Wel moest veel stedelijk gewoonterecht al onder Karel V plaatsmaken voor de centrale vorstelijke wetgeving, zoals het hiernavolgende geval laat zien.

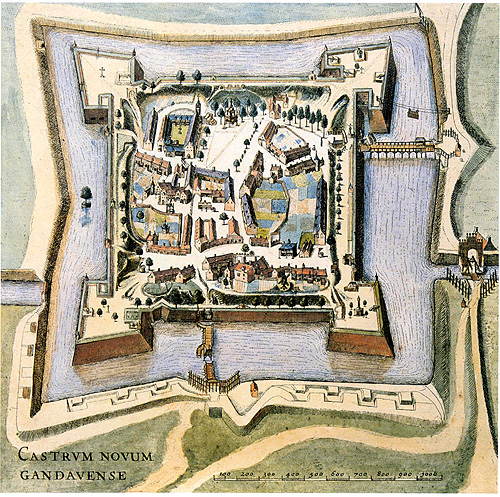
Het Spanjaardenkasteel dat Karel V in 1540 liet bouwen om de stad Gent in bedwang te houden.

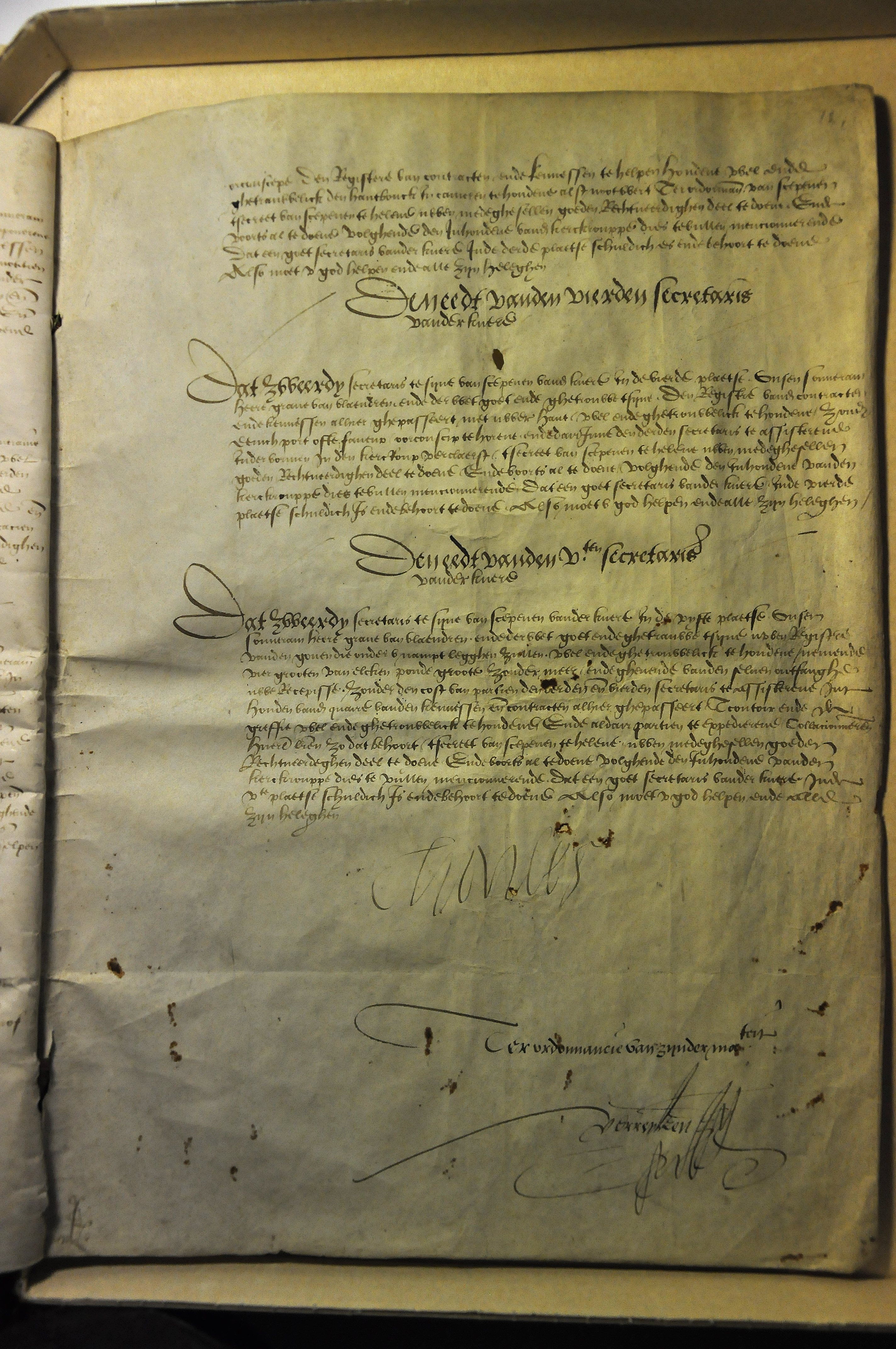
Laatste pagina van de Concessio Carolina met Karels handtekening ("Charles")

De centralisatie en toenemende belastingdruk onder Karel V had ook weerstand tot gevolg. Het hoogst liep het op toen in 1537 de Vlaamse stad Gent weigerde om in te stemmen met de vorstelijke bede en daarmee feitelijk in opstand kwam tegen de overheid. Landvoogdes Maria van Hongarije kon de zaak niet oplossen en zodoende moest Karel persoonlijk komen om zijn geboortestad in het gareel te brengen. Met de zogeheten Concessio Carolina van 30 april 1540 maakte hij een eind aan de macht van de gilden en strafte de stedelijke regenten door hen blootsvoets in een boetekleed en met een strop rond hun hals vergiffenis voor hun daden te laten vragen. Gentenaars heten daarom nu nog stroppendragers. Een aantal van hen liet hij terechtstellen.
Het vervangen van de democratische invloed van de gilden door vorstgetrouwe patricische stadsbesturen, was na de Opstand van de comunidades reeds in 1521 in Spanje gebeurd en zou na Karels overwinning op het Schmalkaldisch Verbond in 1547 ook in vele Zuid-Duitse steden plaatsvinden.
Omdat het protestantisme ook als bedreigend voor de wereldlijke orde werd gezien, paste ook de aanpak van deze ketterij in het proces van staatsvorming. Karel V achtte het het toenmalig bestaande instrumentarium om ketterij te bestrijden, de bisschoppelijke en pauselijke inquisiteurs, onvoldoende. De grote omvang van de toenmalige bisdommen en het feit dat van een aantal de zetel buiten de Nederlanden lag, maakte controle op hun handelen ten aanzien van het bestrijden van ketterij moeilijk. Karel V liet die bestaande structuren ongemoeid maar vulde die aan met twee andere elementen.
De eerste is de instelling van een ambt van inquisiteur-generaal. Vanaf 1523 gaat een systeem in de Nederlanden functioneren waarbij het centrale gezag inquisiteurs-generaal voordraagt voor benoeming door de paus. Feitelijk is de keus van het centraal gezag doorslaggevend voor de selectie van de inquisiteurs-generaal. Meestal werden er na 1523 ook meerdere tegelijk voorgedragen en benoemd die ieder een werkgebied in de Nederlanden verkregen.
Zo werd door Karel V in 1522, naar Spaans voorbeeld, een inquisitieraad bestaande uit twee geestelijken en drie leken ingesteld, met aan het hoofd de Brabantse jurist Frans van der Hulst. Deze laatste werd op 1 juni 1523 door zijn vriend paus Adrianus VI aangesteld als algemeen inquisiteur. Vanwege zijn onbekwaamheid werd hij echter al in 1524 afgezet en vervangen door drie pauselijke inquisiteurs. Ook de aanstelling van speciale raadsheren in de provinciale justitieraden konden niet verhinderen dat de aanhang van het protestantisme in de Nederlanden langzaam maar zeker toenam. 
Het tweede element was het creëren van een wetgevend kader door middel van plakkaten. Hierin werden de maatregelen te bestrijding van de ketterij, verboden op bezit, drukken en verspreiding van reformatorische literatuur, verboden op bepaalde bijeenkomsten, etc. vastgelegd. Van 1520 tot 1550 zou Karel V tientallen ketterijplakkaten uitvaardigen. Wereldlijke rechtbanken op zowel stedelijk als provinciaal niveau verkregen de bevoegdheid tot vervolgen van ketterij op basis van die plakkaten. Nergens in Europa was de wetgeving tegen ketters zo streng als in de Nederlanden. Ook het aantal slachtoffers van de inquisitie in de Nederlanden was relatief het hoogste in Europa. 
Nadat Karel V in 1547 de Duitse protestantse vorsten had overwonnen, trad hij ook in de Nederlanden steeds strenger op. Zo vaardigde hij in 1550 het beruchte Bloedplakkaat uit dat het sluitstuk was van zijn wetgeving tegen ketterij. Hierin werd het verspreiden en bezitten van ketters materiaal, het bijwonen van ketterse bijeenkomsten, het prediken van ketterij en het huisvesten van ketters met de dood bestraft. Om ketterij efficiënter te kunnen bestrijden, maar ook de misstanden in de Rooms-Katholieke Kerk zelf aan te pakken, werd bovendien in Rome onderhandeld over een kerkelijke herindeling van de bisdommen. Deze zou in 1559 onder Filips II worden doorgevoerd en toonde de toenemende invloed van de vorst op de kerkelijke aangelegenheden.

### Spanje en de Nieuwe Wereld
Nadat Karel zich op zijn eerste reis naar Spanje in 1517 als de nieuwe koning had laten huldigen, vertrok hij in mei 1520 weer naar Duitsland, om zich daar tot Rooms-Duits koning te laten kronen. Vrijwel direct na zijn vertrek brak de Opstand van de Comunidades uit, waarbij de stedelijke burgerij invloed op het bestuur wilde heroveren op de adel. Adellijke troepen wisten de opstanden in 1521 neer te slaan. Hiermee was de macht van de steden gebroken en zou Spanje een monarchistisch, adellijk en agrarisch karakter krijgen.

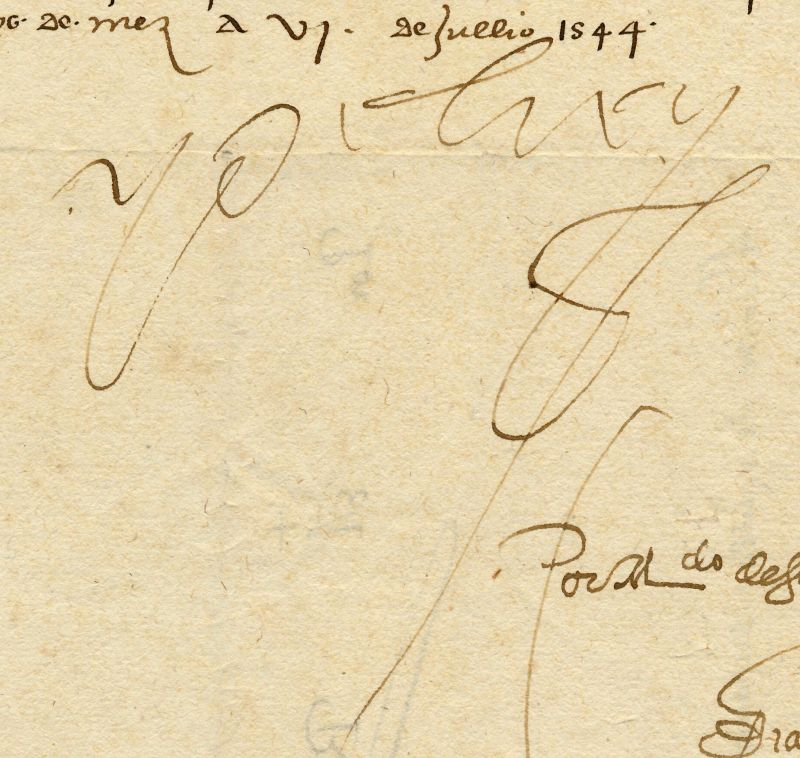
Handtekening van Karel V als koning van Spanje (Yo el rey) op een document uit 1544

Vanaf 1523 kon vervolgens het centrale bestuur van Spanje gereorganiseerd worden. Hierbij werden gespecialiseerde bestuursraden (consejeros) gevormd, als voorlopers van latere ministeries. Naast de reeds bestaande raden voor Castilië, Aragon, Napels en Sicilië, de Spaanse Inquisitie, de orden, de kruistochten en de Consejo de Cámara, richtte Karel V in de jaren 1523-1524 de Raad van State, de Raad voor de Financiën, de Raad voor de Oorlog en de Raad voor de Indiën op. Deze bestuursstructuur zou het voorbeeld worden voor de Collaterale Raden die hij in 1531 in de Nederlanden instelde.
Tijdens de regering van Karel V boekten Spaanse conquistadores grote successen in de uitbreiding van de Spaanse macht overzee, dusdanig dat men kon stellen dat Karel V regeerde over een rijk waar de zon nooit ondergaat. In 1518 gaf de jonge koning de Portugees Ferdinand Magellaan opdracht een westwaartse route naar de Molukken te zoeken, teneinde de Portugese greep op de specerijenhandel te breken. De expeditie van Magellaan slaagde erin de Molukken te bereiken en uiteindelijk zelfs de wereld te omzeilen, maar de route via Straat Magellaan bleek te lang en te moeilijk om de Portugezen concurrentie aan te kunnen doen. In het Verdrag van Zaragoza (1529) werden de Spaanse aanspraken op de specerijeneilanden opgegeven in ruil voor een Portugese lening van 350.000 dukaten.
Columbus had tijdens de regering van Karels grootmoeder Isabella een Nieuwe Wereld (Amerika) ontdekt, maar de eilanden in het Caraïbisch gebied hadden nog weinig opgeleverd voor de Spaanse kroon. Dat veranderde toen Hernán Cortés in de jaren 1519-1521 in het huidige Mexico het rijk van de Azteken veroverde. Een andere conquistador, Francisco Pizarro, wist in 1532 met enkele honderden metgezellen het Inca-rijk in Peru te overmeesteren door in Cajamarca de Inca-heerser Atahualpa gevangen te nemen. Miljoenen indianen werden aan het Spaanse gezag onderworpen. De onbekendheid met besmettelijke Europese ziektes onder de lokale bevolking (zie Columbiaanse uitwisseling) hadden een catastrofale ontvolking in de Nieuwe Wereld tot gevolg.

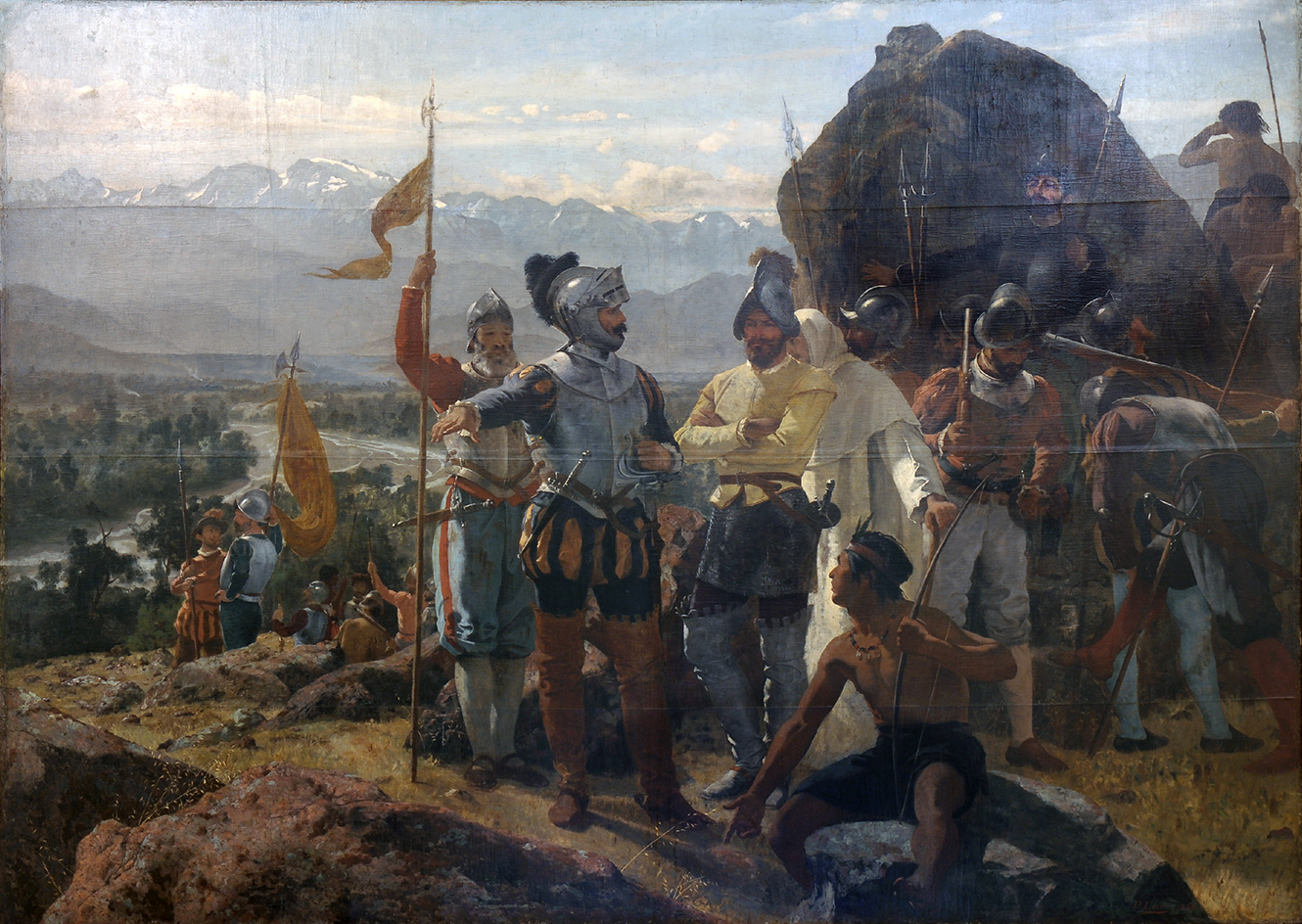
Conquistador Pedro de Valdivia sticht Santiago de Chile in 1541

Als hoogste bestuursorgaan voor de overzeese territoria richtte Karel V in 1524 de Raad voor de Indiën (Consejo de Indias) op. De veroverde gebieden verkregen de status van vicekoninkrijk, vergelijkbaar met andere onderdelen van de Spaanse kroon zoals het vicekoninkrijk Napels. In Midden-Amerika werd in 1535 het vicekoninkrijk Nieuw Spanje opgericht, vicekoninkrijk Peru volgde in 1540.
In de praktijk deden zich in deze Amerikaanse gebieden echter talloze misstanden voor. De dominicaner priester Bartolomé de Las Casas bracht de mishandelingen van de oorspronkelijke indiaanse bevolking onder de aandacht van de Spaanse regering. Karel V vaardigde daarop in 1542 de Nieuwe Wetten, (Las Nuevas Leyes de las Indias) uit, waarbij slavernij van indianen werd verboden en de conquistadores verplicht werden om rekening te houden met het welzijn van de indianen. Het verbod op slavernij gold echter niet voor Afrikaanse slaven: vanaf 1530 kwam de Trans-Atlantische slavenhandel naar Spaans Amerika op gang.
De veroverde gebieden bleken rijk aan delfstoffen. Rijke zilvermijnen werden ontdekt nabij Potosí in Bolivia (1545) en Zacatecas in Mexico (1548). Het zilvererts uit beide plaatsen werd op grote schaal gewonnen en gemunt om vervolgens door jaarlijkse zilvervloten naar Spanje te worden verscheept. Dit zou een belangrijke impuls geven aan de Spaanse economie, hoewel een groot deel ervan ook opging aan Karels voortdurende oorlogsvoering.
Van 1522 tot 1529 was Karel vrijwel permanent in Spanje, maar tijdens de tweede helft van zijn regeerperiode (1530-1555) waren zijn verblijven in Spanje van kortere duur. Hij liet het regentschap over de Spaanse koninkrijken toen eerst over aan zijn vrouw Isabella en na haar dood in 1539 aan zijn oudste zoon Filips, die hem in 1556 ook zou opvolgen als koning Filips II. In de praktijk werd de Spaanse regering tot midden de jaren 1540 grotendeels gecoördineerd door de invloedrijke topambtenaar Francisco de los Cobos.

### Duitsland en de Reformatie

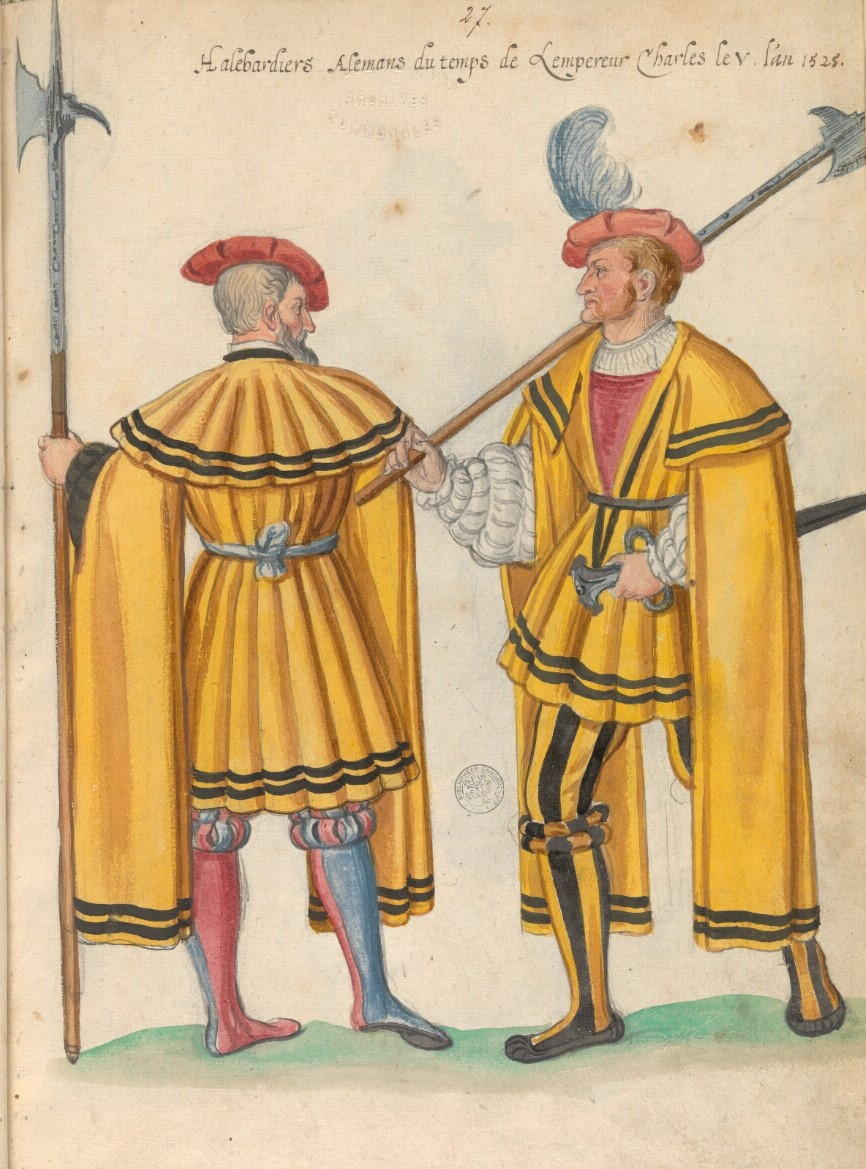
Toenmalige perceptie van Duitse soldaten ten tijde van Karel V (1525) afgebeeld in een kostuumboek uit de 2e helft van de 16e eeuw.

Als kerngebied van het Heilige Roomse Rijk was Duitsland voor Karel V een van zijn vele rijken. Anders dan in zijn erflanden bezat hij hier weinig concrete machtsmiddelen. Voor zijn politieke doelstellingen was hij daarom hoofdzakelijk aangewezen op de steun van de rijksvorsten. Sinds het eind van de 15e eeuw begonnen dezen zich echter te organiseren in de Rijksdag, om zo sterker te staan tegenover de koning/keizer. Karel V zocht als alternatief de steun van de kleinere rijksgraven, -heren en -ridders, die hij in een bond probeerde te verenigen. Dit naar het voorbeeld van de succesvolle Zwabische Bond, die van 1488-1533 een belangrijke pijler van de keizerlijke macht in met name Zuidwest-Duitsland was.
Voor keizer Karel V was de versterking van zijn positie als Duits koning om meerdere redenen van belang:
- om de positie van zijn Nederlandse erflanden juridisch te kunnen versterken en ze staatkundig te onttrekken aan het Duitse staatsvormingsproces,
- om meer invloed te hebben op de keuze van zijn opvolger als keizer, aangezien dit ambt de belangrijkste legitimatie was voor de internationale politiek van het Huis Habsburg en
- om de religieuze eenheid van het rijk te herstellen, aangezien met de protestantse afwijzing van het pausschap ook de legitimatie voor de universele taken van het keizerschap wegviel.

Met de Reformatie werd Karel al direct op zijn eerste reis naar Duitsland in 1519 geconfronteerd. De protesten van de augustijner monnik Maarten Luther tegen de Rooms-Katholieke Kerk en het pausschap kon de zeer katholieke Karel niet zomaar tolereren, temeer omdat daarmee zijn door de paus verleende keizerlijke gezag werd ondergraven. In de hoop hem tot een herroeping van zijn stellingen te kunnen bewegen kreeg Luther een vrijgeleide om in april 1521 ter verhoor te verschijnen op de Rijksdag van Worms. Hij zag de keizer in het intussen verdwenen Bischofshof.

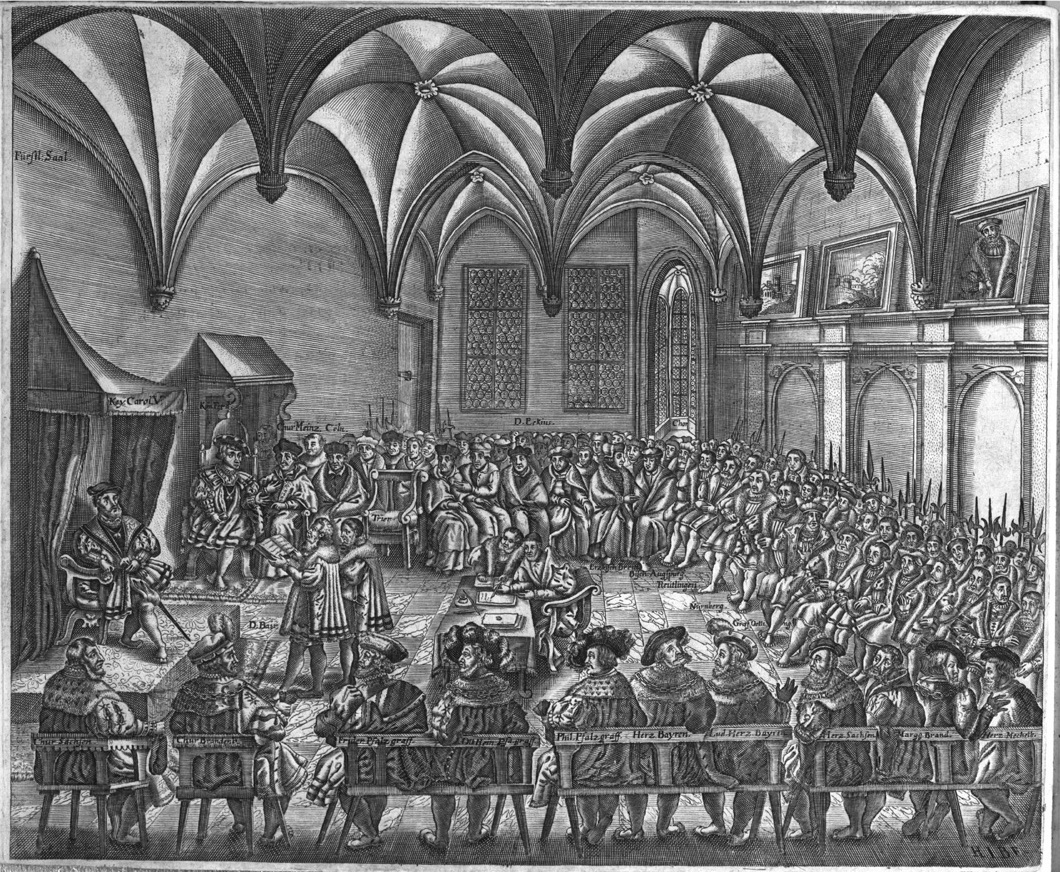
Philipp Melanchthon leest de Augsburgse Confessie voor aan Karel V op de Rijksdag van Augsburg (1530).

Daar verklaarde hij echter niets van zijn stellingen te willen herzien. Volgens de legende deed hij dit met de woorden "Hier sta ik, ik kan niet anders". In een eigenhandig geschreven antwoord liet Karel V vervolgens weten dat dit onacceptabel was. Luther werd toen op 26 mei 1521 met het Edict van Worms in de rijksban geslagen, maar keurvorst Frederik III van Saksen verleende hem onderdak op de Wartburg te Eisenach. Karel V was toen alweer uit Duitsland vertrokken om pas weer in 1530 terug te keren. In de tussentijd waren vele Duitse vorsten naar het protestantisme overgaan.
In 1530 probeerde de keizer op de Rijksdag van Augsburg de christelijke eenheid te herstellen door te wijzen op het Ottomaanse gevaar. Hij was, mogelijk beïnvloed door Erasmus, maar ook heel pragmatisch, bereid tot concessies aan de protestanten. De Augsburgse Confessie, de geloofsbelijdenis die Melanchthon de Rijksdag voorlegde, werd echter verworpen.
Op deze zelfde rijksdag werd besloten tot de invoering van de naar Karel V genoemde Constitutio Criminalis Carolina, die tijdens de volgende rijksdag te Regensburg op 27 juli 1532 werd geratificeerd. De Carolina geldt als het eerste Duitse strafwetboek en omvat zowel materieel strafrecht als strafprocesrecht. Met name bij dat laatste werden vele moderne strafrechtsbeginselen ingevoerd, zoals het schuldbeginsel, de inquisitoire procesgang en een verplichte bewijsvoering.
Ondertussen hadden de protestantse rijksvorsten zich in 1531 verenigd in het Schmalkaldisch Verbond onder leiding van landgraaf Filips I van Hessen en Johan Frederik van Saksen. Rond 1540 maakte een groot deel van de rijksvorsten deel uit van dit verbond. Karel V streefde nog steeds naar een verzoening tussen beide groepen en riep verschillende rijksdagen bijeen om het conflict op te lossen. Ook de Rijksdag te Regensburg van 1541 slaagde er niet in de eenheid te herstellen. Wel had Karel V de paus zover gekregen dat deze in 1545 het Concilie van Trente opende. De keizer verwachtte dat dit concilie tot hervormingen zou besluiten, opdat de protestanten weer naar de Rooms-Katholieke Kerk zouden terugkeren. Het tegendeel gebeurde: dit concilie zou het begin zijn van de Contrareformatie.

Ruiterportret van Karel V na de Slag bij Mühlberg door Titiaan in 1547.

Het Schmalkaldisch Verbond verklaarde zich dan ook bereid de bepalingen van het Concilie van Trente met geweld te bestrijden. Daarop trok Karel V tegen hen ten strijde in de Schmalkaldische Oorlog (1546-1547) en behaalde in de Slag bij Mühlberg een overwinning op de protestanten. Hij was mild voor de overwonnenen, slechts hun leiders werden op een fatsoenlijke manier gevangengezet. Karel was nu op het toppunt van zijn macht en dit probeerde hij op de volgende Rijksdag van Augsburg (1547-1548) te verzilveren. Aanvankelijk wilde hij een rijksbond met loyale vorsten afsluiten, maar dit stuitte op tegenstand van zijn zuster Maria van Hongarije als landvoogdes van de Nederlanden. Zo'n bond zou immers voornamelijk het Duitse koningschap ten goede komen. Daarom werd uiteindelijk besloten tot de bijna volledige verzelfstandiging van de Nederlanden middels de Transactie van Augsburg van 26 juni 1548. Dat was een belangrijke versterking van de dynastieke positie van het huis Habsburg.
Om in afwachting van definitieve besluiten van het Concilie de protestanten voorlopig tevreden te stellen had Karel V kort daarvoor het Augsburger Interim uitgevaardigd. Dit was een tamelijk eigenmachtige mengeling van concessies, waarmee hij enerzijds de protestanten opdroeg om het traditionele katholiek geloof, de katholieke gebruiken en de zeven sacramenten opnieuw te aanvaarden, maar hij anderzijds protestantse geestelijken toestond om te trouwen en leken om de Heilige Communie onder beide gedaanten te ontvangen.
In de herfst van 1551 sloten protestantse rijksvorsten echter weer een geheim verbond (het Verdrag van Chambord) met koning Hendrik II van Frankrijk, waarbij zij geld en steun zouden krijgen in ruil voor de overdracht van Kamerijk en de drie bisschopssteden (de Trois-Évêchés) Metz, Toul en Verdun aan Frankrijk. Onder leiding van Maurits van Saksen trokken de vorstelijke troepen op naar Innsbruck, waar Karel op dat moment verbleef. Ternauwernood wist hij aan een gevangenneming te ontkomen. Terwijl zijn broer Ferdinand op 2 augustus 1552 bij het Verdrag van Passau vrede met de protestantse vorsten wist te sluiten, trok Karel met een legermacht op naar Metz, om die stad te heroveren op Frankrijk. Op 1 januari 1553 moest hij het slopende beleg staken.
Nadat hij naar Brussel was teruggekeerd, probeerde Karel V in de loop van 1553 de Duitse vorsten nog te bewegen om zijn zoon Filips tot Rooms koning en toekomstig keizer te kiezen, wanneer zijn broer Ferdinand eenmaal keizer zou zijn. Dit in een laatste poging om het gezag van het keizerschap verbonden te houden met de macht van de Spaanse en Nederlandse erflanden. Door dit plan, de "Spaanse Successie" genaamd, zagen de Duitse vorsten hun vrijheid (Libertät) wederom bedreigd door een absolute en universele monarchie (Monarchia Universalis) onder een veel te katholieke en Spaanse Filips en wezen het voorstel dan ook resoluut van de hand.
De religieuze en politieke strijd kwam hierna voorlopig ten einde op de rijksdag van Augsburg van 1555, waar Ferdinand zonder toestemming van zijn broer met de protestantse vorsten de Godsdienstvrede van Augsburg sloot. Deze regeling hield in dat de rijksvorsten voortaan vrij waren om de religie van hun keuze op te leggen aan hun onderdanen: cuius regio, eius religio. De onderdanen kregen dus geen individuele godsdienstvrijheid.

## Troonsafstand en laatste jaren

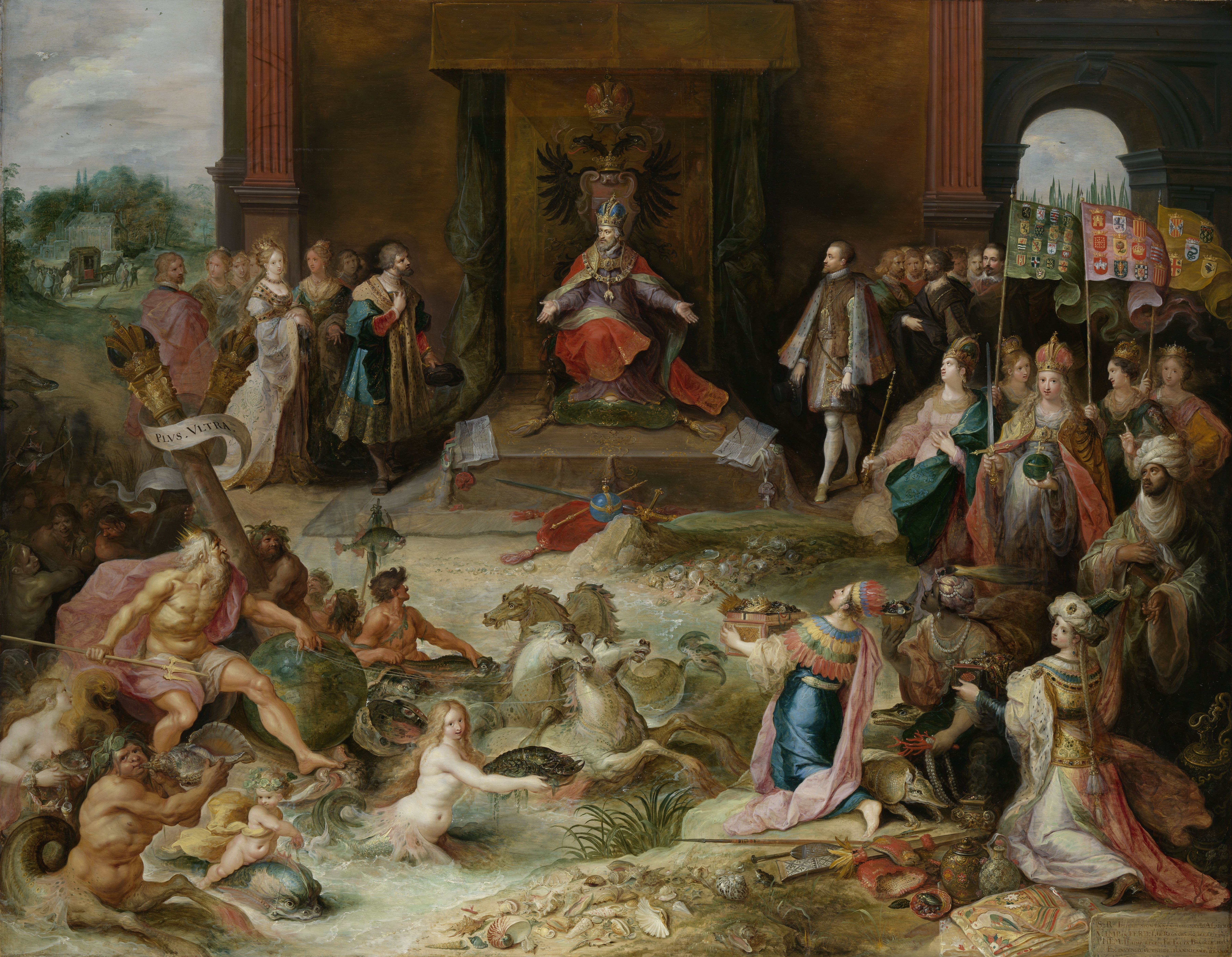
Allegorie op de troonsafstand van Karel V door Frans Francken II in 1620.

Karel V zag de Godsdienstvrede van Augsburg als een persoonlijke nederlaag. Teleurgesteld en uitgeput door het vrijwel permanente rondreizen, deed hij op 25 oktober 1555 in Brussel troonsafstand. Dit was een voor die tijd zeer ongewone en opzienbarende daad. Voor deze plechtigheid in de Aula Magna van het Paleis op de Koudenberg waren vertegenwoordigers van alle Zeventien Provinciën, leden van de regeringsorganen en de ridders van het Gulden Vlies bijeengekomen.
In een ontroerende rede verhaalde de oude keizer, steunend op de jonge Willem van Oranje, hoe hij steeds had gestreefd
"om voor het welzijn van Duitsland en de andere rijken te zorgen, om voor de vrede en de eenheid van het hele christendom te zorgen en om krachten tegen de Turken aan te wenden".
Terugblikkend op zijn leven eindigde hij met:
"ik weet, dat ik vele fouten begaan heb, grote fouten, niet in het minst wegens mijn jeugd, dan wegens menselijk dwalen en wegens mijn passies, en uiteindelijk door mijn vermoeidheid. Maar niemand heb ik bewust onrecht aangedaan, wie ook. Indien er dan toch nog onrecht was, gebeurde het buiten mijn weten en enkel door onvermogen: ik betreur dit openbaar en smeek eenieder, die ik gekrenkt zou hebben, om vergiffenis".

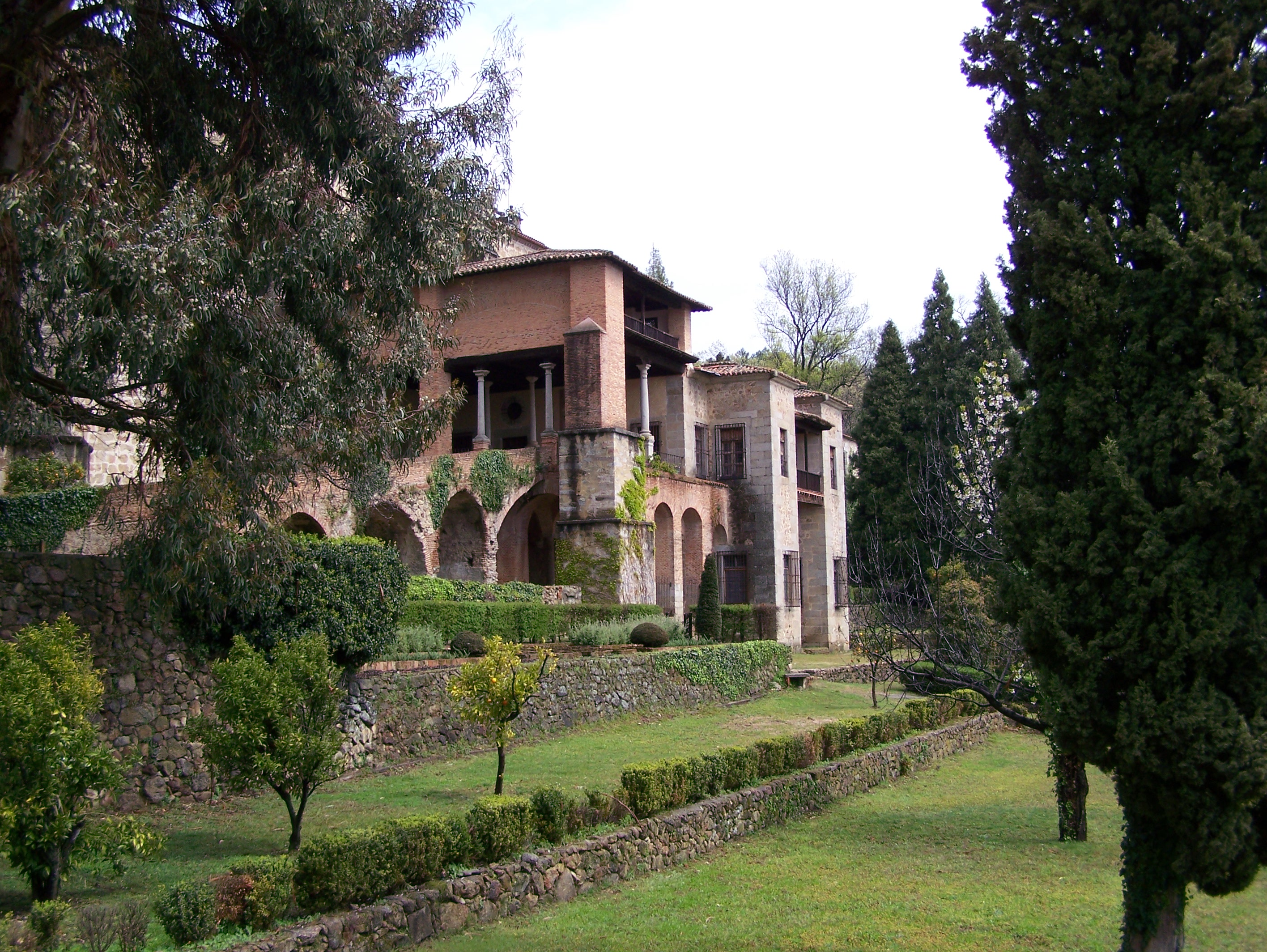
Villa van Karel V naast het Monasterio de Yuste.

Vervolgens droeg Karel V zijn Nederlandse gebieden over aan zijn zoon Filips. In een aparte ceremonie op 16 januari 1556 in het Keysers Hof kreeg deze ook de Spaanse koninkrijken, en op 10 juni de Franche-Comté. Op 5-7 september 1556 droeg Karel ten slotte de rechten van het keizerschap over aan zijn broer en latere keizer Ferdinand I. Deze eenzijdige machtsoverdracht zou door de keurvorsten echter pas op 14 maart 1558 erkend worden. Hiermee werd zowel Karels wereldrijk als het huis Habsburg gesplitst in een Spaanse en een Oostenrijkse tak.
Intussen was Karel V uit Brussel vertrokken, deed nog eenmaal zijn geboortestad Gent aan en ging op 15 september 1556 in Vlissingen aan boord van het schip dat hem naar Spanje bracht, waar hij een residentie had laten inrichten bij Cuacos de Yuste, een klein plaatsje aan de voet van de Sierra de Gredos in Extremadura. Zijn zusters Eleonora en Maria kozen ervoor bij hem te gaan wonen en scheepten mee in. De villa in aanbouw lag tegen het klooster San Jerónimo de Yuste van de hiëronymieten. Mogelijk werd Karel geïnspireerd door het leven van de Romeinse keizer Diocletianus, die zich op het einde ook terugtrok als kluizenaar en zich bezighield met tuinieren. Kort bij Yuste moest het gezelschap de winter doorbrengen in Jarandilla de la Vera, omdat de vertrekken van Karel nog niet gereed waren. In februari 1557 kon hij dan eindelijk beschikken over de comfortabel ingerichte kamers te Yuste. Vanuit zijn bed had hij, via een speciaal aangebracht venster, uitzicht op het altaar van de kloosterkerk.

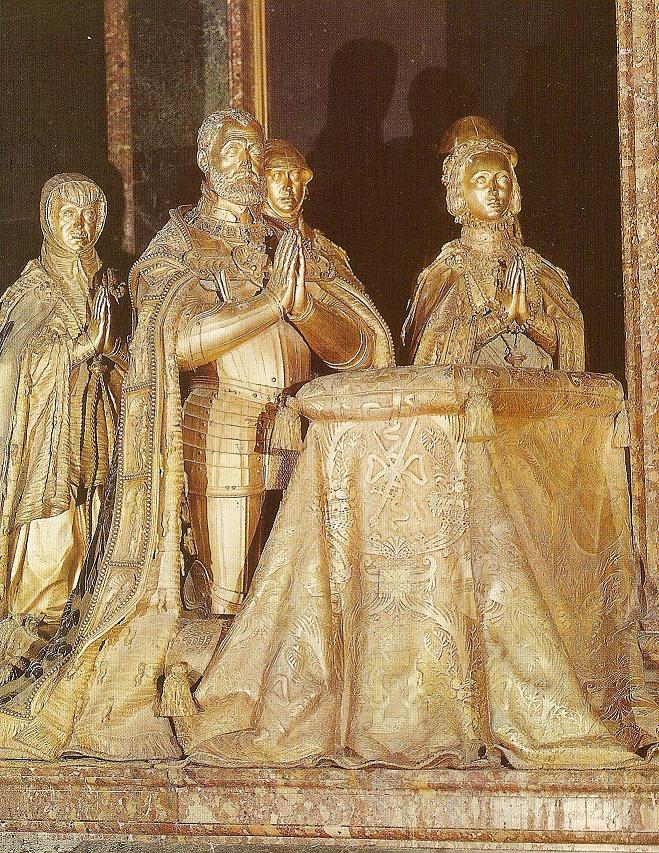
Cenotaaf van Karel V en zijn familie in het Escorial

In juli 1558 liet Karel V een bezoek toe van zijn buitenechtelijke zoon, Juan van Oostenrijk, de latere landvoogd van de Nederlanden. Geplaagd door jicht en aambeien, bracht hij zijn goede momenten door met mijmeren en vissen vanaf het balkon van zijn werkkamer. Ook hield hij zich bezig met zijn verzameling uurwerken, waaronder enkele van de befaamde Italiaanse klokkenmaker Gianello Torriani, die ook enkele bewegende metalen objecten voor hem had gemaakt. Daarnaast liet Karel zich nog wel op de hoogte houden van de politieke actualiteit. Tijdens het eten luisterde hij graag naar zijn dokter Cornelis Mathys en zijn secretaris Willem van Male. 
Vermoedelijk in augustus 1558 liep Karel V malaria op. Klinisch onderzoek op een vingerkootje vond in 2004 grote hoeveelheden plasmodium falciparum. Op 21 september 1558 stierf hij in zijn villa aan de ziekte, bijgestaan door aartsbisschop Bartolomé Carranza. Twee dagen later werd zijn stoffelijk overschot bijgezet in een crypte onder het altaar van de kloosterkerk, waar hij nog geen maand eerder al zijn eigen uitvaartmis had laten opdragen. Na zijn dood werden in al zijn rijken herdenkingsmissen voor hem opgedragen, tot in Mexico, Cuzco en Peru toe. Nadat zijn zoon Filips II buiten Madrid het klooster van San Lorenzo de El Escorial had laten bouwen, liet hij op 14 januari 1573 de stoffelijke resten van zijn vader hiernaartoe overbrengen. Op 11 mei 1664 werden ze ten slotte bijgezet in het nieuwe koninklijke pantheon onder het hoofdaltaar, waar zij thans liggen te midden van de stoffelijke resten van zijn nakomelingen en zijn opvolgers op de Spaanse troon.

## Karel V in kunst en literatuur
Na een regeringsperiode van 40 jaar over een groot deel van Europa, werd keizer Karel V de meest afgebeelde persoon van de 16e eeuw. Talloze schilderijen van hem zijn dan ook te zien in musea over de gehele wereld en zijn wapen, embleem en motto prijkt, van Nederland tot Zuid-Italië en van Oostenrijk tot Zuid-Spanje, in vele gevallen nog steeds op uiteenlopende gebouwen. Ook heeft Karel V erg tot de verbeelding van schrijvers en van het gewone volk gesproken en dat maakt hem tevens tot een van de meestbesproken historische figuren.
Omdat Karel V vrijwel steeds rondreisde heeft hij geen groot stempel op één bepaalde residentie gedrukt. Zijn mecenaat bleef daardoor beperkt tot kleinere bouwwerken, zoals de hofkapel van het in 1731 afgebrande Paleis op de Koudenberg in Brussel, de grote gebrandschilderde glazen met afbeeldingen van hem en zijn familie in de Sint-Goedelekerk aldaar, of verplaatsbare kunstwerken zoals wandtapijten, meubels en edelsmeedwerk. Wel werden daarvoor steeds de beste kunstenaars aangetrokken.
Eveneens mobiel was de Capilla Flamenca, die Karel V in 1515 oprichtte. Deze hofkapel bestond, naast de nodige geestelijken, uit enkele tientallen van de beste zangers en muzikanten van zijn tijd. Ter verzorging en opluistering van de liturgische eredienst reisde deze kapel als onderdeel van de keizerlijke hofhouding met Karel V mee. Na zijn troonsafstand werd de Capilla Flamenca overgenomen door zijn zoon Filips II.

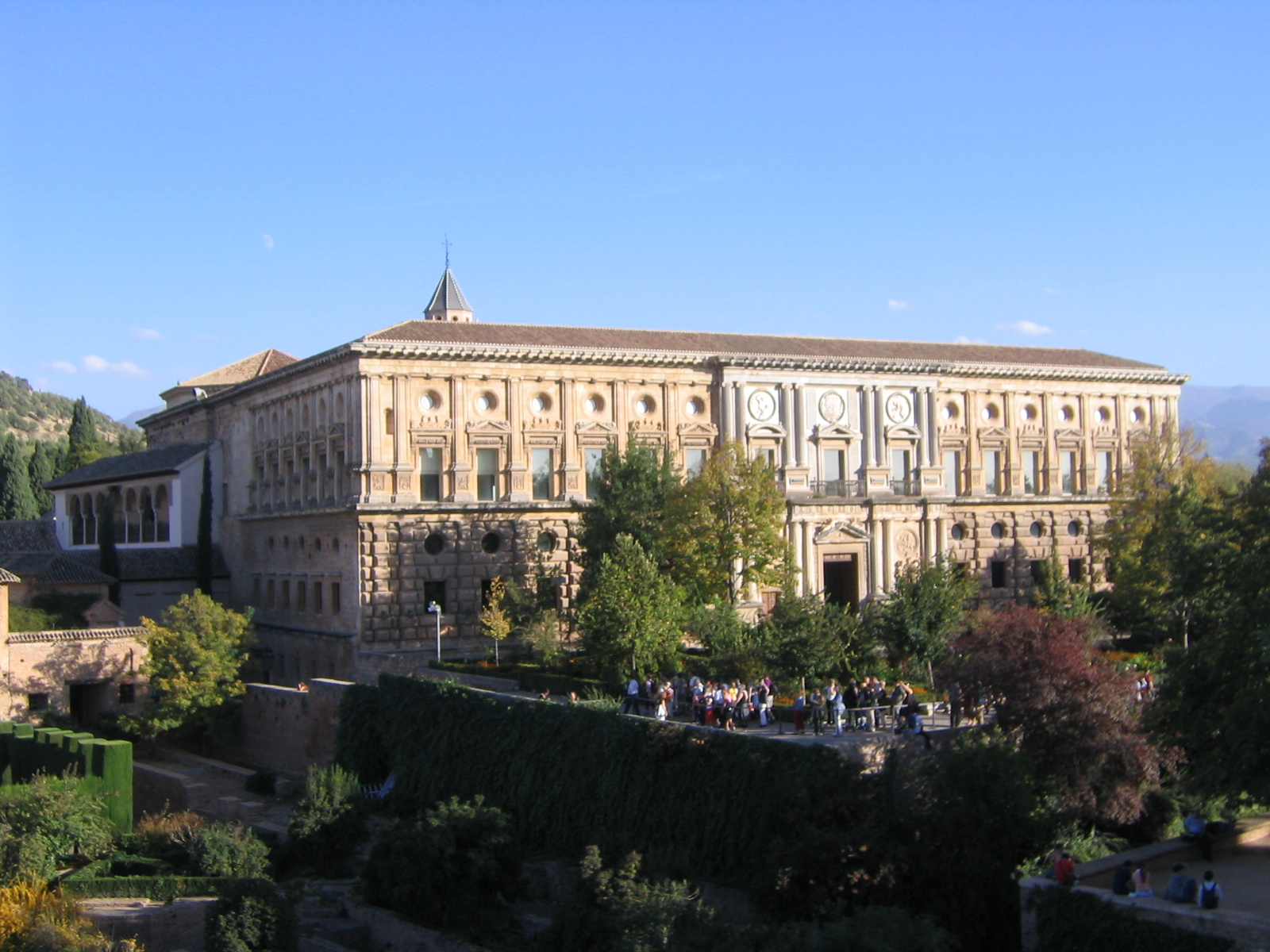
Het Paleis van Karel V in Granada.

Het indrukwekkendste monument dat hij heeft nagelaten is echter ook het minst bekende: het is het Paleis van Karel V, niet in een van de hoofdsteden van zijn rijk, maar in het afgelegen Granada, om precies te zijn midden in het Moorse paleizen- en tuinencomplex van het Alhambra, waarvan delen moesten worden afgebroken om plaats te maken voor de nieuwbouw. Karel V gaf de opdracht tot de bouw van dit paleis toen hij op zijn huwelijksreis in 1527 in het Alhambra verbleef. Het zou een enorm gebouw in renaissance-stijl worden, dat met zijn bijzondere ontwerp en rijke symboliek een unieke bouwkundige uitbeelding van Karels opvattingen van het universele keizerschap vormt. Even symbolisch is het feit dat dit paleis, nadat er tientallen jaren aan gewerkt was, uiteindelijk nooit werd voltooid. In Córdoba, eveneens in Andalusië, wilde Karel V de eeuwenoude moskee laten afbreken om er een enorme kathedraal voor in te plaats te bouwen. Toen een deel van het middenschip, opgericht in het midden van de moskee met gebruikmaking van het sloopmateriaal, voltooid was liet hij echter de verdere bouwwerkzaamheden staken.

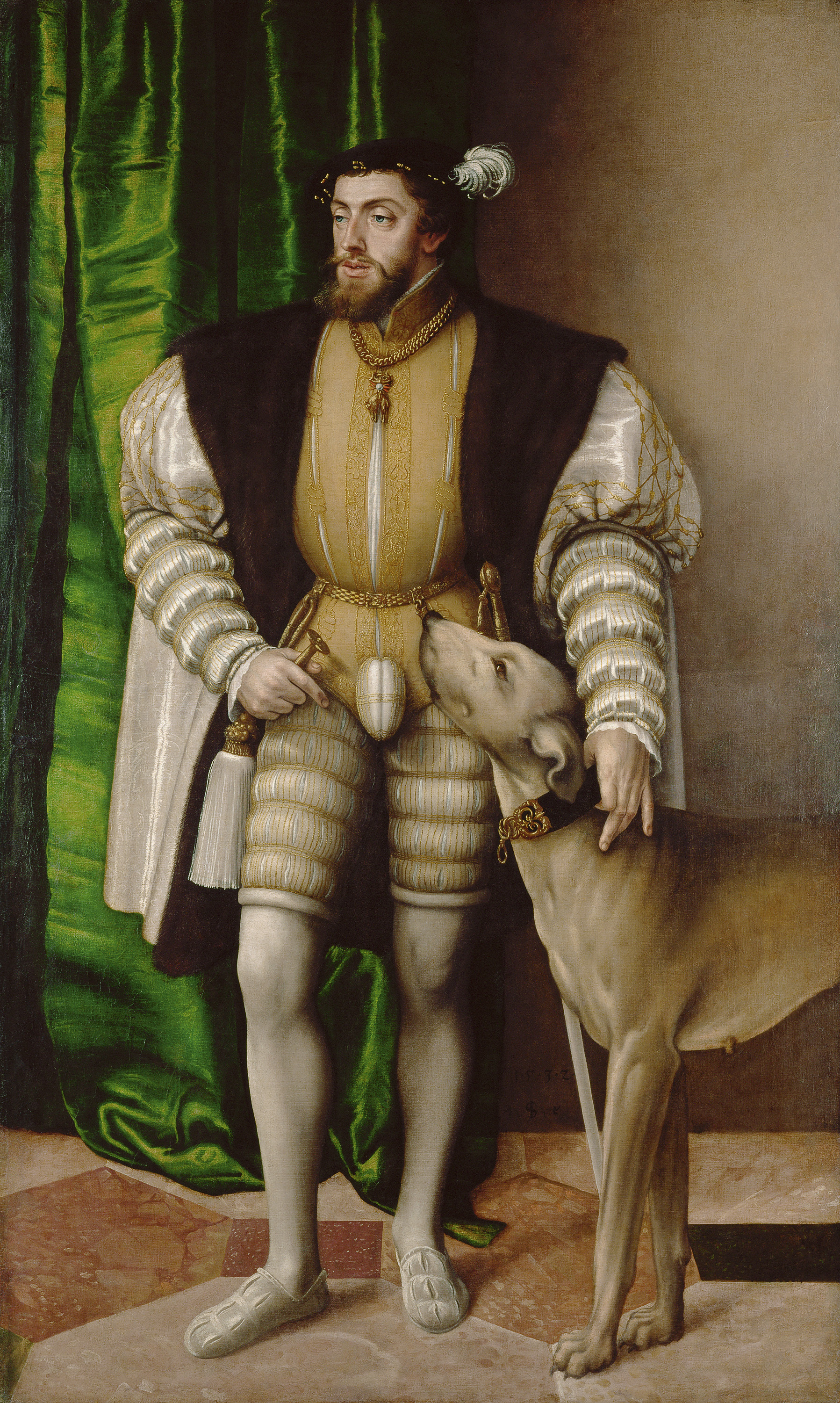
Karel V met baard om zijn Habsburgse kin te bedekken en hond. Schilderij door Jakob Seisenegger uit 1532.

Als voornaamste vorst van zijn tijd werd Karel V door talrijke bekende schilders vereeuwigd. De beroemdste schilderijen van Karel V zijn echter gemaakt door een van de grootste schilders van de 16e eeuw: Tiziano Vecelli, beter bekend als Titiaan. Karel leerde hem kennen in 1532 en benoemde hem tot zijn hofschilder voor diens kopie van een schilderij door Jakob Seisenegger. Met dit portret, waarop Karel V met een hond was afgebeeld, introduceerde Seisenegger het genre van de staatsieportretten waarop de vorst ten voeten uit is afgebeeld.
Titiaan verbleef van 1548-1551 aan het keizerlijke hof en schilderde portretten van Karel en zijn familie. In 1550 of 1551 kreeg hij bovendien de opdracht van de keizer om volgens diens exacte aanwijzingen een bijzonder altaarstuk te schilderen, La Gloria, waarop Karel, slechts gekleed in een doodshemd en in gezelschap van enkele familieleden, in aanbidding neerknielt voor de Heilige Drie-eenheid. Opmerkelijk aan dit schilderij is dat de zeer katholieke Karel zich hier niet liet afbeelden in een laatmiddeleeuwse hemel vol katholieke heiligen, maar te midden van hoofdzakelijk oudtestamentische figuren, een voorstelling die daarmee dus ook heel protestants is. Dit schilderij kwam boven het altaar van het klooster van Yuste te hangen, recht boven de crypte waar de overleden keizer zijn eerste rustplaats kreeg.

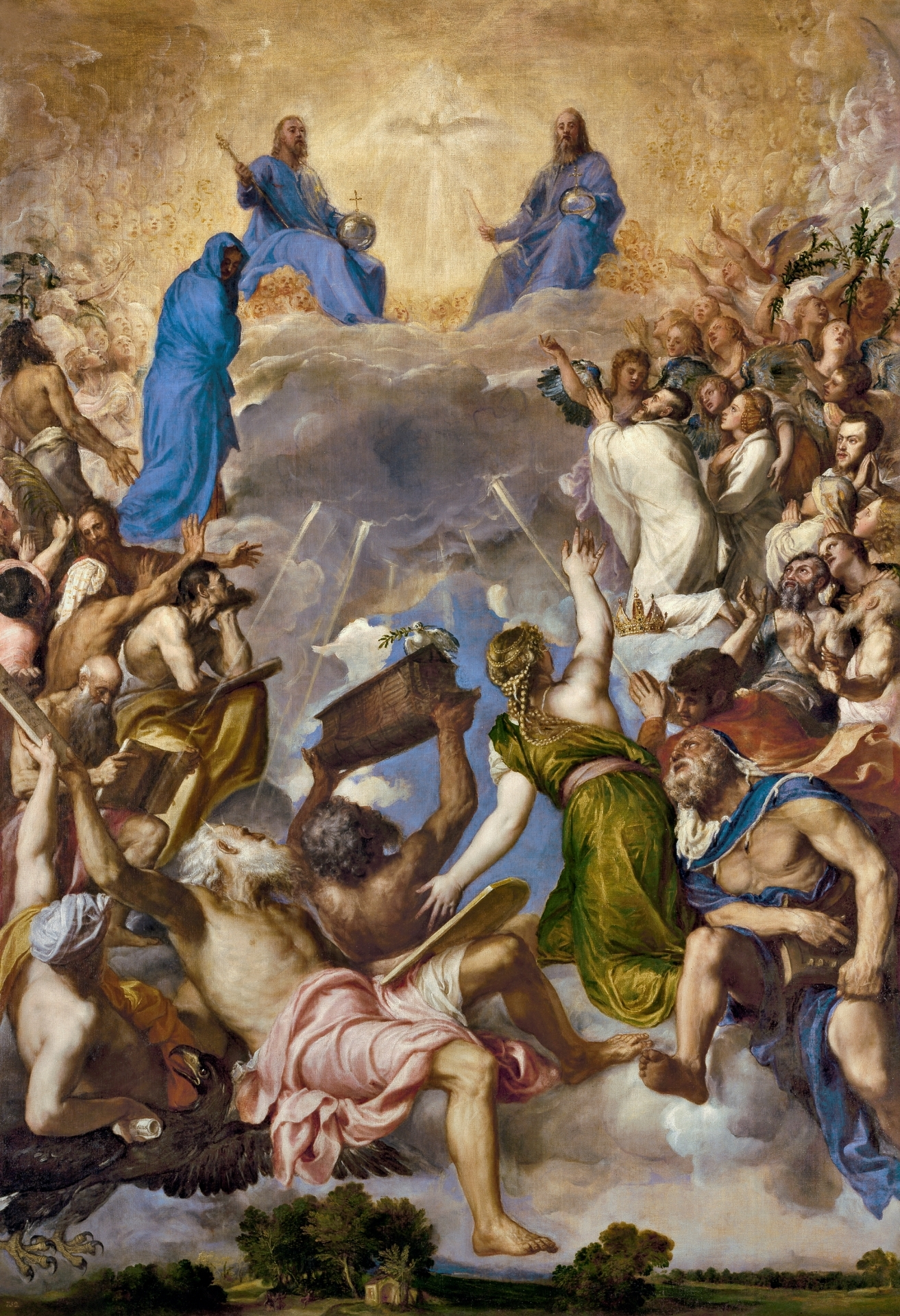
La Gloria. Schilderij door Titiaan uit 1554.

Karel V komt in veel Vlaamse volksverhalen terug als een goedaardige en dappere vorst, dit in tegenstelling tot hoe over zijn opvolgers en dan met name zijn zoon Filips gedacht werd. Talrijke korte verhalen, anekdotes en citaten zijn verzameld in De heerelycke ende vrolycke daeden van Keyser Carel den V, dat in 1674 werd uitgegeven door Joan de Grieck. In deze anekdotenbiografie wordt de keizer voorgesteld als een godvruchtige monarch met veel humor. De mythe van de olijke Karel zou eeuwenlang de toon zetten. In La Légende de Ulenspiegel van Charles de Coster uit 1867 wordt Karel echter naar de hel verwezen, als straf voor de misdaden van de door hem ingevoerde inquisitie.
In een van de bekendste volksverhalen wordt verteld hoe de keizer op een dag een bezoek zou hebben gebracht hebben aan de stad Oudenaarde. De wachter in de toren, die de stad op de hoogte moest brengen van zijn komst, had zich echter stomdronken gezopen en zodoende kwam de keizer aan op een leeg marktplein. Karel kon er om lachen en zou de stad verplicht hebben om vanaf toen een bril in zijn wapenschild te dragen. In werkelijkheid staat de bril voor het gotische teken 'A'.
Een typerend verhaal uit de laatste maanden van Karels leven vertelt over hoe hij afscheid neemt van een kennis, Selius. De oude keizer vraagt zijn dienaars om Selius uitgeleide te doen, maar niemand reageert. Uiteindelijk begeleidt de vorst zijn gast dan maar zelf naar buiten en zegt tegen hem dat vroeger zoveel mensen hem dienden, maar dat nu zelfs zijn personeel niet meer naar hem wil luisteren.

## Karel V in de historiografie
De Habsburgse keizer kreeg geen goede pers bij Franse geschiedkundigen, en ook protestantse historici beoordeelden hem negatief. In een tijd waarin geleerden geen toegang hadden tot archieven, publiceerde William Robertson een eerste standaardbiografie, zijn driedelige History of the Reign of the Emperor Charles V (1769). Hij prees het politieke talent en de grondigheid waarmee Karel tewerk ging, maar laakte zijn intolerantie en zijn tomeloze ambitie, die tot niet aflatende oorlogen leidden ten koste van zijn onderdanen. 
Drie decennia bronnenonderzoek gingen vooraf aan de tweedelige biografie van Karl Brandi getiteld Kaiser Karl V. Werden und Schicksal einer Persönlichkeit und eines Weltreiches (1937-1941). Hij benadrukte het structurele gegeven dat Karel V zich meer dan enig ander heerser liet leiden door het dynastieke principe, wat de soms schijnbare contradicties in zijn beleid verklaarde.
Fernand Braudel oordeelde in 1966 dat Karel V grotendeels had gefaald in de Middellandse Zee; verloren noch gewonnen had tegen Frankrijk; duidelijk gewonnen had in Italië en Amerika; en schijnbaar ook in Engeland en de Nederlanden. 
In Emperor. A New Life of Charles V (2019) vroeg Geoffrey Parker zich af of iemand Karels erfenis met groter succes had kunnen leiden. Hij vatte zijn imperiale repertoire samen met de elementen dynastie, ridderlijkheid, reputatie en geloof.

## Ter herdenking van Karel V

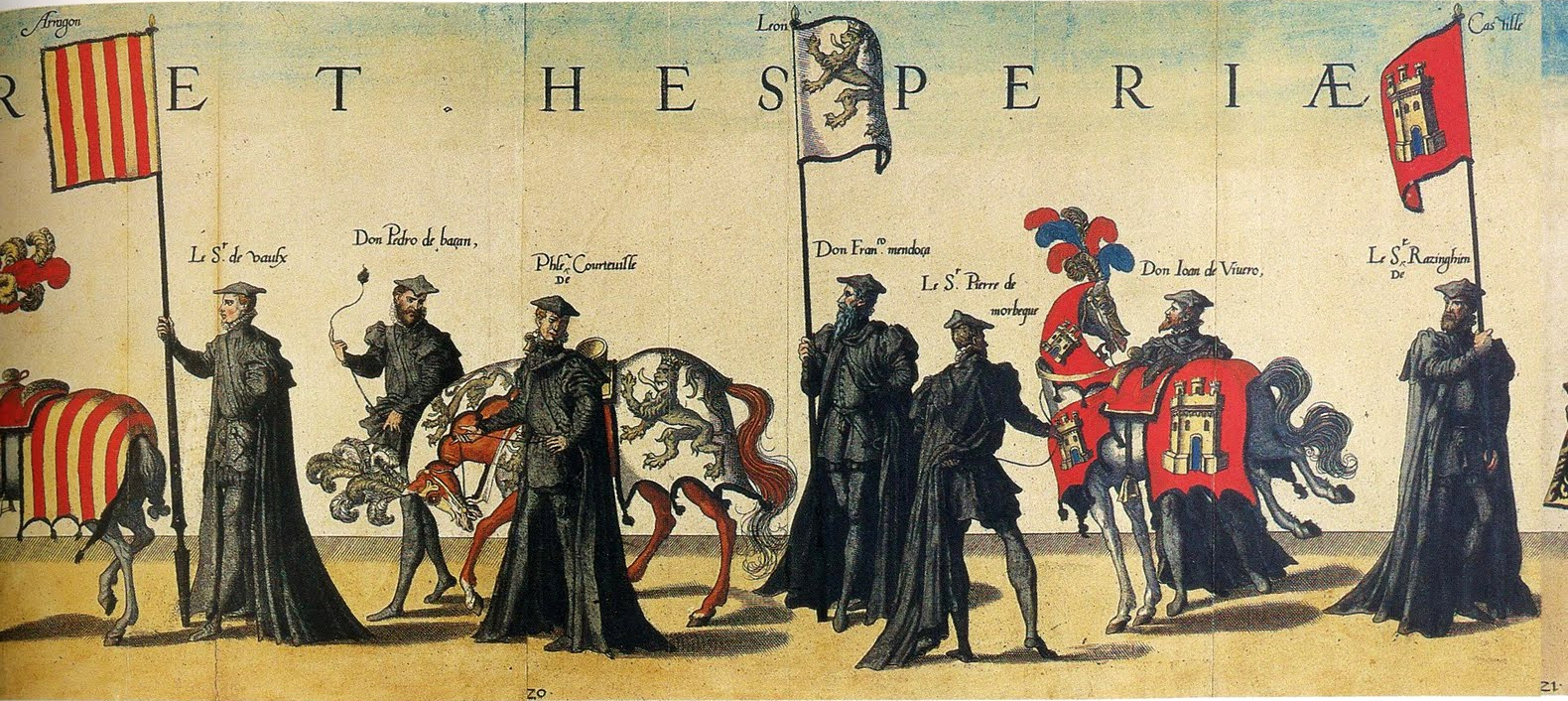
Op meerdere plaatsen in het rijk van Karel V werden enige tijd na zijn overlijden begrafenisprocessies gehouden. Christoffel Plantijn drukte van de processie in Brussel op 24 en 25 december 1558 een album en een rol van 12 meter. Hier een deel daarvan. Het is het eerste werk van Plantijn wat hem internationale faam zou bezorgen. Het was de enige processie waaraan zijn zoon Filips II deelnam.

In Jarandilla de la Vera, waar Karel verbleef in afwachting van de oplevering van zijn villa naast het klooster van Yuste, wordt jaarlijks half maart zijn laatste tocht herdacht met een optocht in middeleeuwse klederdracht over de naar hem vernoemde wandelroute Ruta del Emperador. Het klooster van Yuste met de keizerlijke vertrekken zijn voor het publiek te bezichtigen. Hier is onder meer ook de draagwieg te bezichtigen waarmee Karel zich na zijn aankomst in Spanje hierheen liet dragen.
Tevens is er in Yuste een Europees Centrum opgericht dat de Karel-V-prijs voor Europese Integratie uitreikt. Deze prijs werd onder anderen verleend aan de Franse politicus Jacques Delors, de Belgische oud-premier Wilfried Martens, voormalig sovjetpoliticus Michail Gorbatsjov en oud-bondskanselier Helmut Kohl.
In Karels geboortestad Gent bestaat sinds 1970 de Stichting Keizer Karel Gent met als belangrijkste doelstelling het bevorderen van studies en van historische, culturele en artistieke manifestaties die betrekking hebben op de periode van de regeringen van keizer Karel.
In Brussel wordt jaarlijks de Ommegang gehouden, waar de Blijde Intrede van Filip als troonopvolger samen met zijn vader keizer Karel V de stad aandoet. 
De 500e geboortedag van keizer Karel V werd in het jaar 2000 in al zijn vroegere landen herdacht met vele activiteiten, publicaties en herdenkingspostzegels. Er waren grote tentoonstellingen in Gent, Bonn, Wenen en Toledo. Deze laatste vormde de afsluiting van het herdenkingsjaar en werd daarom geopend door koning Juan Carlos I van Spanje (die trouwens een afstammeling is van Karel V), in aanwezigheid van koning Albert II van België, koningin Beatrix der Nederlanden en prinses Marie Astrid van Luxemburg. Opmerkelijk was dat de toenmalige premier Wim Kok – vanwege Karels strijd tegen de protestanten – voorafgaand bij de kleine christelijke partijen heeft geïnformeerd of zij bezwaar hadden tegen Nederlandse deelname aan deze bijeenkomst. Ter ere van de 500e geboortedag creëerde de Brabantse Brouwerij Haacht drie "keizerlijke" bieren. 
In 2005 eindigde Karel V op nummer 21 in de Vlaamse versie van De Grootste Belg en in 2006 werd hij opgenomen in de Canon van Nederland van de commissie-Van Oostrom.

## Titels
- als dynastieke titels: aartshertog van Oostenrijk tussen 1500 en 1519, hertog van Luxemburg tussen 1500 en 1506 en prins van Asturië tussen 1504 en 1516.
- hertog van Bourgondië, Brabant, Luxemburg, Limburg, Opper-Lotharingen en Neder-Lotharingen, graaf van Vlaanderen, Artesië, Holland en Zeeland, Henegouwen, markgraaf van Namen en heer van Mechelen en Salins tussen 1506 en 1555, markgraaf van het Franche Comté tussen 1506 en 1556.
- koning van Spanje, dat wil zeggen koning van Aragón, Navarra en Jeruzalem tussen 1516 en 1556, koning van Napels, Sicilië en Sardinië tussen 1516 en 1554 en koning van Castilië en León en heer in Azië en Afrika tussen 1516 en 1556 (tot 1555 formeel samen met zijn moeder Johanna).
- aartshertog van Oostenrijk, hertog van Stiermarken, Karinthië en Krain en graaf van Tirol, Habsburg, Pfirt en Kyburg, landgraaf in de Elzas en markgraaf in de Burgau tussen 1519 en 1521 en hertog van Württemberg.
- Rooms koning en gekozen Rooms keizer tussen 1519 en 1531 en Rooms keizer, semper augustus tussen 1530 en 1556.
- heer van Friesland tussen 1515 en 1555.
- heer van Doornik en het Doornikse tussen 1521 en 1555.
- heer van Utrecht tussen 1528 en 1555.
- heer van Overijssel, Wedde en Westwoldingerland tussen 1528 en 1555.
- graaf van Drenthe en heer van Groningen tussen 1536 en 1555.
- hertog van Gelre en graaf van Zutphen tussen 1543 en 1555

### Aanhef
In de aanhef (intitulatio) van oorkondes werden de titels van keizer Karel V als volgt opgesomd, al kon dit per land en per periode licht verschillen:
Karel, bij de gratie Gods, Heilig Rooms keizer, Semper Augustus, Koning van Duitsland, Koning van Italië, Koning van heel Spanje, Castilië, Aragón, León, Navarra, Granada, Toledo, Valencia, Galicië, Mallorca, Secillia, Córdoba, Murcia, Jaén, Algarve, Algeciras, Gibraltar, de Canarische eilanden, Koning van de Beide Siciliën, Sardinië, Corsica, Koning van Jerusalem, Koning van de Westelijke en Oostelijke Indiën, Heer van de Eilanden en de Grote Oceaan, Aartshertog van Oostenrijk, Hertog van Bourgondië, Brabant, Lotharingen, Stiermarken, Karinthië, Krain, Limburg, Luxemburg, Gelderland, Neopatrië, Württemberg, Landgraaf van de Elzas, Prins van Zwaben, Graaf van Vlaanderen, Habsburg, Tirol, Gorizia, Barcelona, Artesië, Franche Comté, Henegouwen, Holland, Zeeland, Ferrette, Kyburg, Namen, Roussillon, Cerdagne, Drenthe, Zutphen, Markgraaf van het Heilig Roomse Rijk, Burgau, Oristano en Gociano, Heer van Friesland, het Wendland, Pordenone, Biskaye, Molin, Salins, Tripoli en Mechelen.”

## Trivia
- Dat Karel V als fervent bierliefhebber bekendstond wordt in Vlaanderen herdacht met de biermerken Keizer Karel en Carolus.
- Ook Brouwerij De Dochter van de Korenaar ontleent haar naam aan keizer Karel V, die met zijn uitspraak "Ik kan beter tegen het sap van De Dochter van de Korenaar dan het bloed van de druiventros" in de oud-Mechelse kronieken aangaf meer van bier te houden dan van wijn.
- Keizer Karel V nam ook Vlaamse bierbrouwers mee naar Spanje om daar voor hem bier te brouwen. Dit bier wordt tegenwoordig door Heineken Spanje, volgens eigen zeggen naar oud Vlaams recept, gebrouwen en als abdijbier verkocht onder de naam 'Legado de Yuste' (Erfgoed van Yuste).
- In Mexico is Carlos V sinds de jaren 50 van de 20e eeuw ook de merknaam van een populaire chocoladereep, die wordt verkocht onder het motto El Rey de los Chocolates of The King of Chocolates.
- In de plaats Olen is Karel V bekend van het volksverhaal over de pot met drie oren, dat onder meer in 1994 is verwerkt in het stripalbum De pottenproever uit de reeks Suske en Wiske.